# Brăila
Brăila (în bulgară Браила, în turcă Ibrail) este municipiul de reședință al județului cu același nume, Muntenia, România.
Conform recensământului din 2011, publicat de Institutul Național de Statistică, populația orașului era de 180.302 de locuitori, orașul fiind al 11-lea cel mai mare centru urban din țară după numărul de locuitori. În Brăila se află sediul Agenției de Dezvoltare Regională Sud-Est.

## Istorie
Brăila este o veche așezare pe malul stâng al Dunării, apărând cu numele Drinago într-o veche descriere geografică spaniolă, Libro del conocimiento (1350), dar și pe câteva hărți catalane.
Este menționat ca Brayla în 1368, într-un privilegiu de transport și comerț acordat neguțătorilor brașoveni. Johannes Schiltberger, un bavarez care a participat la cruciada de la Nicopole în 1396, menționează că în trecerea sa prin Valahia a trecut „și prin orașul Übereil [Ibrail / Brăila], așezat pe Dunăre”, unde erau „o mulțime de corăbii și galere prin care negustorii aduceau mărfuri din țara necredincioșilor”, această informație fiind un indicator clar al importanței comerciale pe care o avea orașul încă din acea vreme. Orașul a fost ocupat de turci cândva între 1538 și 1540, devenind raia (sau kaza) de la 1554 până la sfârșitul războiului ruso-turc din 1828-1829, perioadă în care este numit Ibrail. 

În secolul al XV-lea, numele Brăilei este amintit sub forma Breil, într-o mențiune a cancelariei voievodului Tibor din Transilvania.
Perioada de maximă înflorire o are la începutul secolului XX, când devine un important port de intrare-ieșire a mărfurilor din România. Este accesibil navelor maritime de dimensiuni mici și medii. 
Portul Brăila este unul dintre cele mai mari porturi fluvio-maritime românești, fiind situat în oraș, pe ambele maluri.

### Etimologie
Numele orașului este un subiect controversat, fiind însă cel mai probabil derivat dintr-un antroponim de origine slavă și foarte comun printre primii voievozi români: Brae. Cronologic, numele Brae este atestat în 1399 ca fiind al unui sfetnic al lui Roman I al Moldovei . De asemenea, poate fi regăsit în patronimul unuia dintre cei 12 boieri ai lui Ștefan cel Mare: Duma Brăescu, (original, Braevici), mare vornic al Moldovei între 1441 și 1469.
Acestuia i-a fost adăugat un sufix diminutival, tot de origine slavă, -ilă, creându-se astfel numele Brăilă, deci, devenind fiul lui Brae, sau micul Brae. 
Cu timpul, antroponimul s-a toponimizat în Brăila, printr-un proces etimologic comparabil cu cel al localităților Chitila, Surdila, Dănila, Rafaila, Bădila, ș.a.

### Perioada antică
Un studiu al originilor Brăilei arată că regiunea a fost locuită din preistorie.
Există numeroase vestigii arheologice care arată prezența culturii neolitice Boian, în jurul mileniului VI î. Hr., la Brăilița. Locuirea a continuat în epoca bronzului, fiind apoi atestată o așezare getică între secolele IV și III î.Hr. aflată pe terasa înaltă a Dunării și care întreținea legături cu negustorii greci. În era noastră, descoperirile atestă prezența civilizației Sântana de Mureș, continuată de o așezare medievală în secolele X-XI.

### Perioada medievală

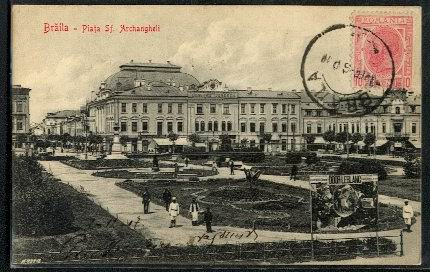
Brăila - Teatrul Rally la 1900

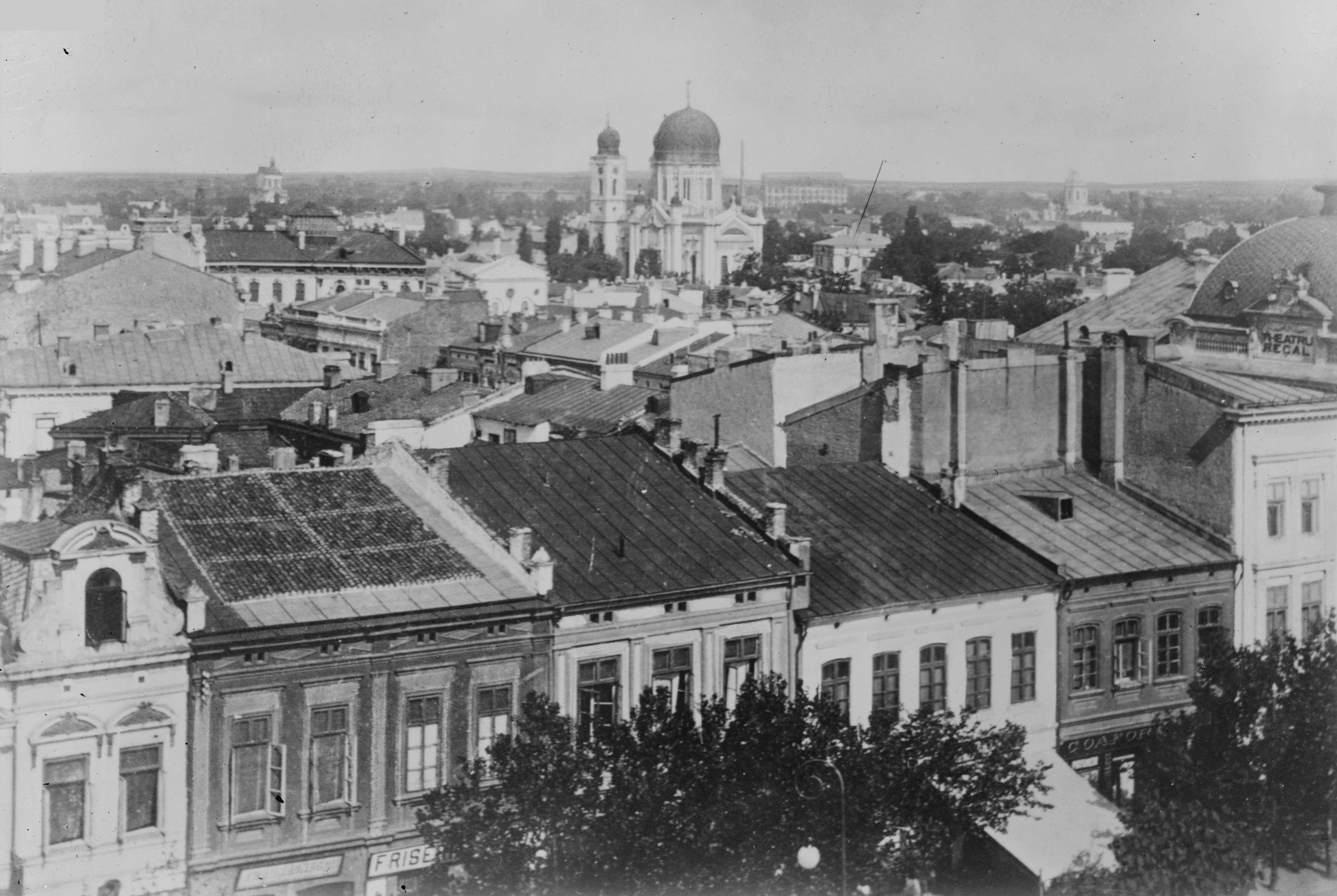
Brăila secolului al XIX-lea

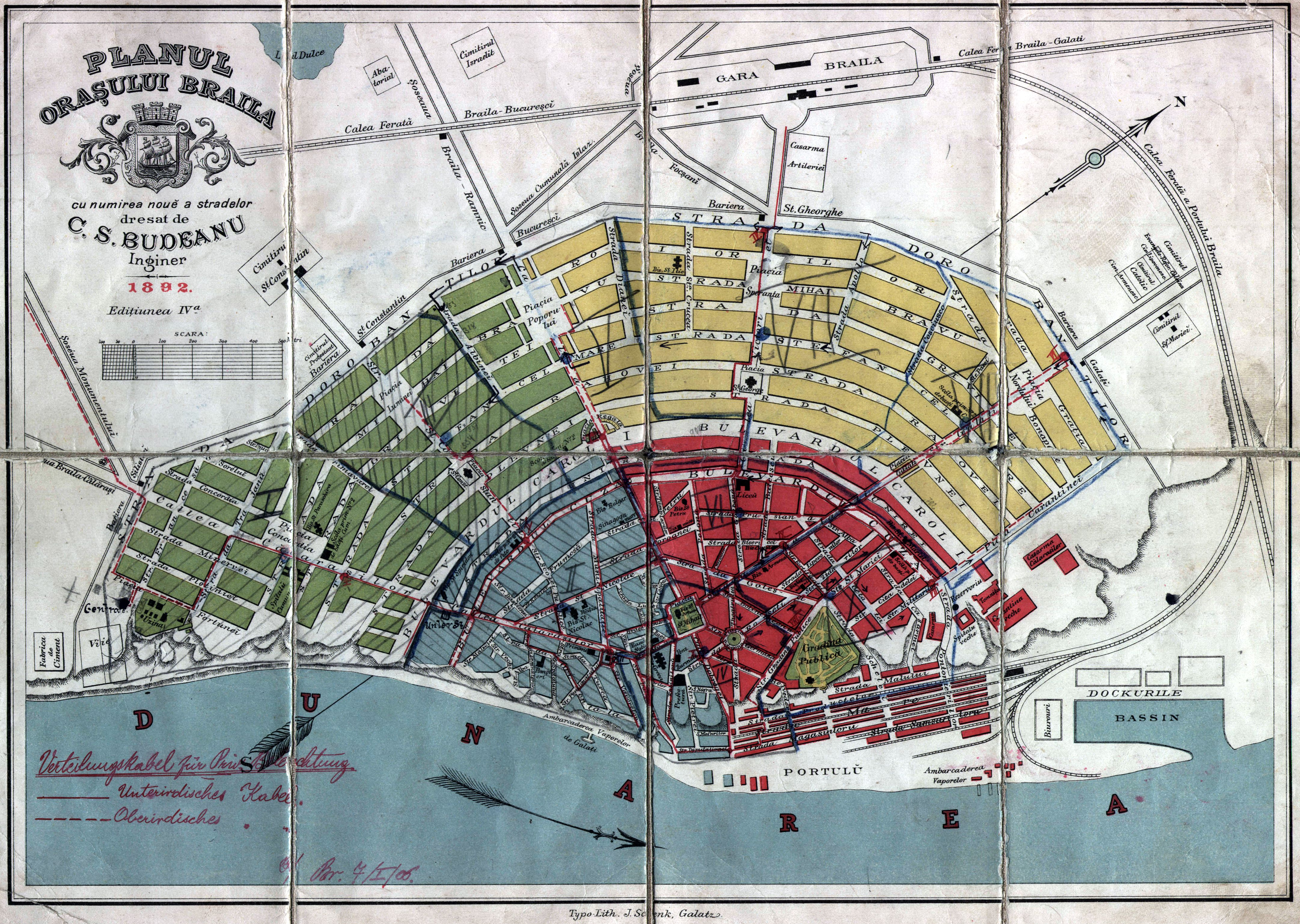
Brăila - hartă din 1892

Privilegiul comercial pentru brașoveni, dat de Vladislav Vlaicu la 20 ianuarie 1368, atestă Brăila ca așezare importantă a Țării Românești. În 1463 cronicarul bizantin Laonic Chalcocondil caracteriza Brăila ca fiind „orașul dacilor, în care fac un comerț mai mare decât în toate orașele țării”.
Referitor la izvoarele narative, anale, cronici, relatări ale unor călători, descrieri de ținut, așezări, obiceiuri, etc. trebuiesc amintite cele două cronici: Letopisețul Cantacuzinesc și Cronica Bălenilor. În primul izvor, Brăila este pomenită în legătură cu însăși întemeierea Țării Românești prin descălecat: „Iar noroadele ce pogorâse cu dânsul (cu Radu Vodă), unii s-au dat pre supt podgorie ajungând până în apa Siretului și până la Brăila; iar alții s-au întins în jos, peste tot locul, de au făcut orașă și sate până în marginea Dunării și până în Olt ”. Cronica Bălenilor, deși folosește vechiul letopiseț scris în vremea lui Matei Basarab, utilizat și de Cantacuzino, amintește doar că domnul întemeietor „Radu Vodă... au început a-și tocmi și a-și îndrepta țara cu județe, cu judecători..., lățindu-se până la Dunăre și până la Siret... ”.
Pe la începutul epocii de conlocuire româno-slavă, și anume în anul 681, Imperiul Bizantin, care era în lupta cu slavii, cheamă în ajutor pe avari. Aceștia, avându-și centrul puterii lor tot în Panonia, ca și hunii nu atacă direct, dinspre apus, ci trec mai întâi Dunărea pe malul drept pe la Viminacium în regiunea Belgradului de astăzi, merg apoi cu oastea lor de-alungul țărmului până în regiunea Brăilei, unde sunt trecuți din nou pe malul stâng de către flota imperială. Cu prilejul acestei expediții, izvoarele bizantine afirmă că ținutul din stânga Dunării unde locuiau slavii, era foarte bogat, plin de pradă din provinciile de la sud de fluviu. Afirmația aceasta ne interesează în mod deosebit, deoarece ea se referă la întreaga țară carpato-dunăreană, deci și la partea ei de răsărit, la aria viitoarei Brăile. La sud de Brăila (valea Chioveanul) s-a propus identificarea localității Chiovița, ocupată temporar de varegii slavizați dar alungați curând de localnici (sec.X). Chiovița fost menționată în Cronica lui Nestor
Populația de pe aria Brăilei, atestată arheologic, încă din secolul al IV-lea, nu dispare ci se dezvoltă, lucru atestat prin descoperirile arheologice care dovedesc continuitatea populației autohtone pe locul Brăilei în secolele V-XII . În această perioada populația se regăsește în regiunea intermediară dintre Chiscani și Baldovinești, adică pe locul Brăilei și Brăiliței. Numărul locuitorilor din această regiune crește o dată cu bunăstarea lor. Făcând comerț activ cu peștele prins în balta vecină, vânzându-l bizantinilor în schimbul perperilor de aur, trimițându-l cu carele atât în Muntenia și în Moldova, cât și mai departe, până în Polonia, acești locuitori dispun de venituri din ce în ce mai mari, iar numărul lor sporește prin cei ce vin să se așeze aici atrași de câstig. Vechiul sat pescăresc se transformă în târg, în așezare de caracter urban. La această transformare a contribuit în mare măsura portul, fapul că sosesc aici corăbii, aducând produse și mărfuri străine, pe care le vând autohtonilor, cumpărând produsele locului. Judecând după felul cum este menționată Brăila în secolul al XIV-lea, în timpul domniei lui Vlaicu Vodă, considerăm ca transformarea avusese loc cu mult înainte.
Ori de cîte ori Brăila e pomenită în cronicile moldovenești sau în documentele muntene cunoscute până acum nu i se dă niciodată numele de cetate. Un document din 30 octombrie 1540 arată limpede că turci, după ce au ocupat, în acel an, orașul, au început să construiască o cetate de zid, de unde rezultă că mai înainte nu existase o asemenea cetate. Zidirea cetății și constituirea în jurul ei a raialei duce la luarea în stăpânire de către turci a orașului dar și a împrejurimilor. În istoriografia noastră luarea în stăpânire a orașului de către turci duce la controverse, raportul polon din 1540 arată că: „turcul, luând un oraș mare și puternic anume Brăila, la supus stăpânirii sale și a început a face cetate de zid”. Rezultă deci că ocuparea orașului ar fi avut loc între iunie 1539 și 30 octombrie 1540 și nu în timpul anului 1538 în campania sultanului Soliman Legislatorul împotriva lui Petru Rareș. Ocupând acest port, turcii nu i-au schimbat numele așa cum s–a întâmplat cu Tighina, devenită Bender, și cu Cetatea Albă, devenită Akkerman, și s-au mulțumit să-l pronunțe după spiritul limbii lor adăugându-i prefixul i. Și întocmai după cum din moldovenescul Smil, atestat în cronici și documente, au făcut Ismail tot așa din Brăila au facut Ibrail. Sub acest nume apare ea în actele Imperiului Otoman; el va fi întrebuințat și de străinii care ajung aici; sub acest nume e cunoscută Brăila și în rapoartele diplomatice până în plin secol al XIX-lea, decenii după ce orașul reintrase în stăpânirea politică românească.
Factorul care a contribuit în cel mai înalt grad la dezvoltarea Brăilei, după 1829, a fost libertatea comerțului pe Dunăre și mare, prevăzută de unul din articolele tratatului de la Adrianopol. Această libertate face ca mărfurile Brăilei și în primul rând grânele, produsele animaliere, sarea, să poată fi vândute oricui, și anume acelora care ofera prețurile cele mai bune. De acum se termină monopolul turcesc, obligația de a aproviziona Imperiul otoman, în special capitala și armata lui. Rezultatul acestei mișcări comerciale este dezvoltarea tot mai accentuată a portului și a orașului Brăila. Acest lucru este observat și de străini: consulul francez Minaut subliniază la 18 septembrie 1834, „mișcarea acestor două porturi, a căror importanță, în special a Brăilei, crește în fiecare zi și care tind să ia o dezvoltare realmente considerabilă .
Organizarea orașului Brăila a fost cea prevăzută în genere pentru orașe de către Regulamentul Organic. Organul cârmuitor se numea „maghistrat” și se alcătuia din patru „mădulari” sau membrii, dintre care unul era președinte, iar altul casier. În 1833, găsim ca președinte al maghistratului pe Panait Rubin, dintr-o veche familie brăileană, al cărei nume a fost dat astăzi străzii unde-și avea așezarea, iar ca membri pe polcovnicul Ioan, pe Matache Paraschivescu și pe Grigore Ahtaru.
Faptul că Brăila a avut conducători destoinici ca Slătineanu și colonelul Jacobson, de origine străină, dar care se identifică deplin cu interesele și nevoile orașului, face ca dezvoltarea orașului și portului să aibă un avânt deosebit în perioada 1830-1848. Numărul vaselor care vin la Brăila încep să întreacă pe acela al Galaților. Dacă în 1831 sosesc în acest din urmă port 185 de vase față de 111 în Brăila, în 1832 raportul se schimbă 186 fața de 486. Francezul Bois le Comte observă în 1834 că dacă Galații sunt, ca așezare mai mari decât Brăila, în schimb progresele ultimei sunt mai repezi.
Aflată intermitent sub ocupație turcească, așezarea a fost pe rând supusă asediului de către Walerand de Wavrin (1445), Ștefan cel Mare, care a si ars-o in 1470, Ioan Vodă cel Cumplit (1574). În 1595, are loc eliberarea Brăilei de sub turci de către oștile lui Mihai Viteazul. Acest voievod construiește în oraș o biserică cu hramul Sfântul Nicolae. Urmează Mihnea al III-lea, care, în 1658, lovește garnizoana otomană din raiaua Brăilei.
Intervalul 1711 - 1812 înseamnă un veac de războaie purtate între ruși-turci și austrieci peste trupul țărilor române. În calea răutăților, Brăila este mereu lovită, arsă, refăcută. Epoca se încheie cu Pacea de la Adrianopol (2 septembrie (pe stil vechi) 1829), când Brăila revine la Țara Românească, după aproape trei secole.

### Perioada modernă
Perioada care a urmat din secolul al XIX-lea a fost înfloritoare pentru oraș, care cunoaște multe modificări și realizări: pavaj și felinare pe străzi, farmacii, stație meteo, spital militar, dobândirea statutului de oraș porto-franco în 1836, parcul Belvedere, înființarea unor tipografii, a unei bănci, a unei cazarme și a unui teatru, deschiderea unei școli de fete, a unui gimnaziu și construirea docurilor, a căilor ferate și a mai multor fabrici.
La 1864, Ianache Rally, un bogat armator grec, inaugurează Teatrul Rally, pe scena căruia aveau sa cânte mari nume ale muzicii clasice europene precum: Adelina Patti, Bianca Bianchini, Sarah Bernhardt, Ernesto Rossi, Saliapin, George Enescu, Hariclea Darclée, Maria Filotti și celebrul bariton Petre Ștefănescu Goangă.
În 1888 s-a utilizat aici pentru prima dată în țară betonul armat. În primul an al noului secol au fost introduse tramvaiul și becul electric. Se dezvoltă puternic învățământul și cultura sistemul bancar, susținute de comerțul înfloritor. În 1915 are loc la Brăila întrunirea Ligii Naționale Culturale cu tema: „Cu niciun preț cu Austria!”. Au participat: Vasile Lucaciu, Nicolae Filipescu, Barbu Ștefănescu Delavrancea și Octavian Goga.
După ocupația din primul război mondial, se pune în 1927 temelia Palatului Agriculturii, iar trei ani mai târziu populația așezării a ajuns la 68.310 locuitori. În această perioadă la Brăila se stabilea prețul cerealelor în Europa, la Bursa Agricolă. Nicolae Iorga descrie Piața Traian, inima orașului în această perioadă:  
„Nici-un oraș din România n-are o astfel de piață, și ea-și află cu greu păreche chiar în centrele mai mici ale Apusului. În mijloc e un parc desăvârșit întreținut, care se desface la acest ceas de noapte, subt cerul mânios, în lumina felinarelor ce clipesc slab, ca o masă întunecată. Drumuri o străbat în toate sensurile, și o înconjură strade neobișnuit de largi, alcătuind un dreptunghi. Clădiri înalte, unele deosebit de monumentale, ca Teatrul Ralli, Otelul Francez, formează zidurile care domină, pe când strade lungi își înfundă, în sus, în jos, în stânga, liniile de lumini; cafenelele, cofetăriile, tutungeriile, prăvăliile de stofe, de brânzeturi, de haine, de pălării, librăriile au încă vitrinele lor luminate: cumpărătorii și clienții sunt români, greci, italieni ba chiar olandezi din Rotterdam, care cer în franțuzește și englezește cărți poștale cu vederi din Brăila și lipesc pe ele, cu deosebită plăcere, mărci poștale cu chipul Regelui Carol.“  

## Secvențe istorice
O știre de ziar din anul 1893 care ne informează despre înființarea primului laborator de chimie pe lângă o farmacie din Brăila. „Laborator de chimie în Brăila. Dl. Nicolae Jaja, farmacist în Brăila, de origine din Ardeal, a instalat pe lângă farmacia sa un laborator de chimie sub conducerea dlui Iorgu Bogdan, care până acuma a fost șef de lucrări în laboratorul facultății de medicină din București și astfel în științele chimice are cele mai frumoase pregătiri".

## Topografie

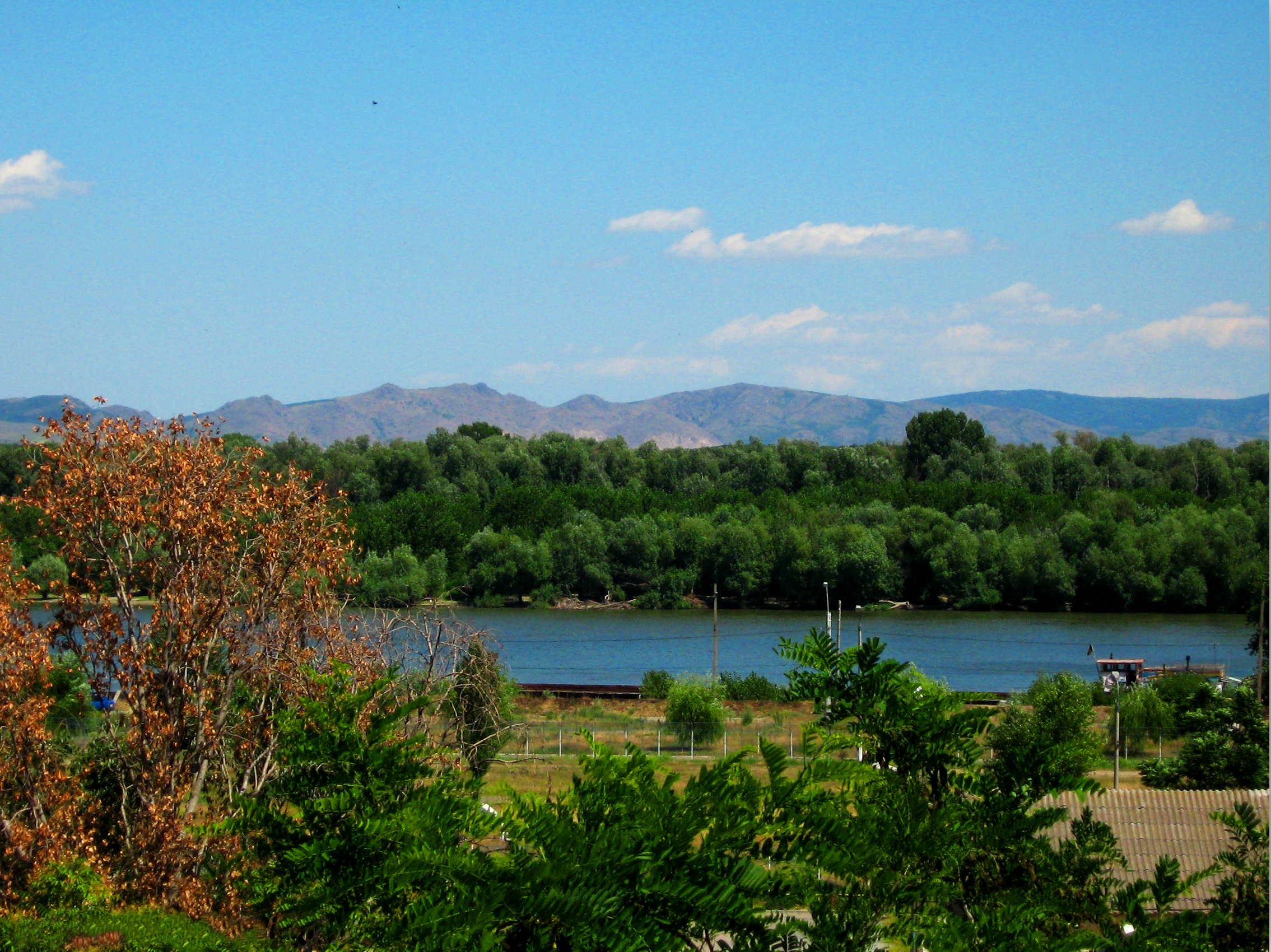
Dunărea la Brăila - Munții Măcin pe fundal

Orașul vechi se afla în spațiul delimitat de Dunăre și actuala Stradă a Unirii (fosta a Cetății), ce urmează și azi traseul fostului zid al orașului. După readucerea în cuprinsul Țării Românești a orașului, în 1829, autoritățile ruse de ocupație au hotărât retrasarea planului urbanistic, plan ce viza așezarea noilor străzi sub forma unui arc semicerc, fiecare stradă urmând să pornească de la Dunăre și să se oprească tot la Dunăre. Astfel se prezintă și astăzi Bulevardele Cuza Vodă, Independenței și Dorobanților, dar și străzile Plevnei, Rahovei, Griviței și Ștefan cel Mare. De altfel, Brăila este unul din puținele orașe din țară care a păstrat neschimbate denumirile străzilor în ultimii 130 de ani, aceste nume nefiind schimbate nici în perioada comunistă. De asemenea, orașul păstrează neschimbate foarte multe clădiri din secolul al XIX-lea, fiind o adevărată rezervație arhitectonică pentru cei interesați.

## Demografie
Componența etnică a municipiului Brăila
     Români (82,68%)
     Ruși lipoveni (1,13%)
     Alte etnii (1,17%)
     Necunoscută (15,03%)
Componența confesională a municipiului Brăila
     Ortodocși (81,33%)
     Alte religii (2,44%)
     Necunoscută (16,23%)
Conform recensământului efectuat în 2021, populația municipiului Brăila se ridică la 154.686 de locuitori, în scădere față de recensământul anterior din 2011, când fuseseră înregistrați 180.302 locuitori. Majoritatea locuitorilor sunt români (82,68%), cu o minoritate de ruși lipoveni (1,13%), iar pentru 15,03% nu se cunoaște apartenența etnică. Din punct de vedere confesional, majoritatea locuitorilor sunt ortodocși (81,33%), iar pentru 16,23% nu se cunoaște apartenența confesională.

### Evoluție istorică
De-a lungul timpului, o dată cu dezvoltarea economică a orașului și extinderea acestuia, a crescut și populația sa, însă după 1989, se observă un regres demografic, pe fondul creșterii șomajului și a scăderii standardului de viață.
- 1912- 65 502 locuitori
- 1930- 68 347 locuitori
- 1948- 95 514 locuitori
- 1956- 102 500 locuitori
- 1966- 138 802 locuitori
- 1977- 194 633 locuitori
- 1992- 234 110 locuitori
- 2002- 216 292 locuitori
- 2011- 180 302 locuitori

#### 1930
Conform recensământului din 1930 populația Brăilei era de 68 347 de locuitori, dintre care:
- 61.649 români (90,2%)
- 1.914 evrei (2,9%)
- 889 țigani (1,3%)
- 410 maghiari (0,6%)
- 342 ruși lipoveni (0,5%)
- 3.144 alții (greci, bulgari, turci, tătari etc.)

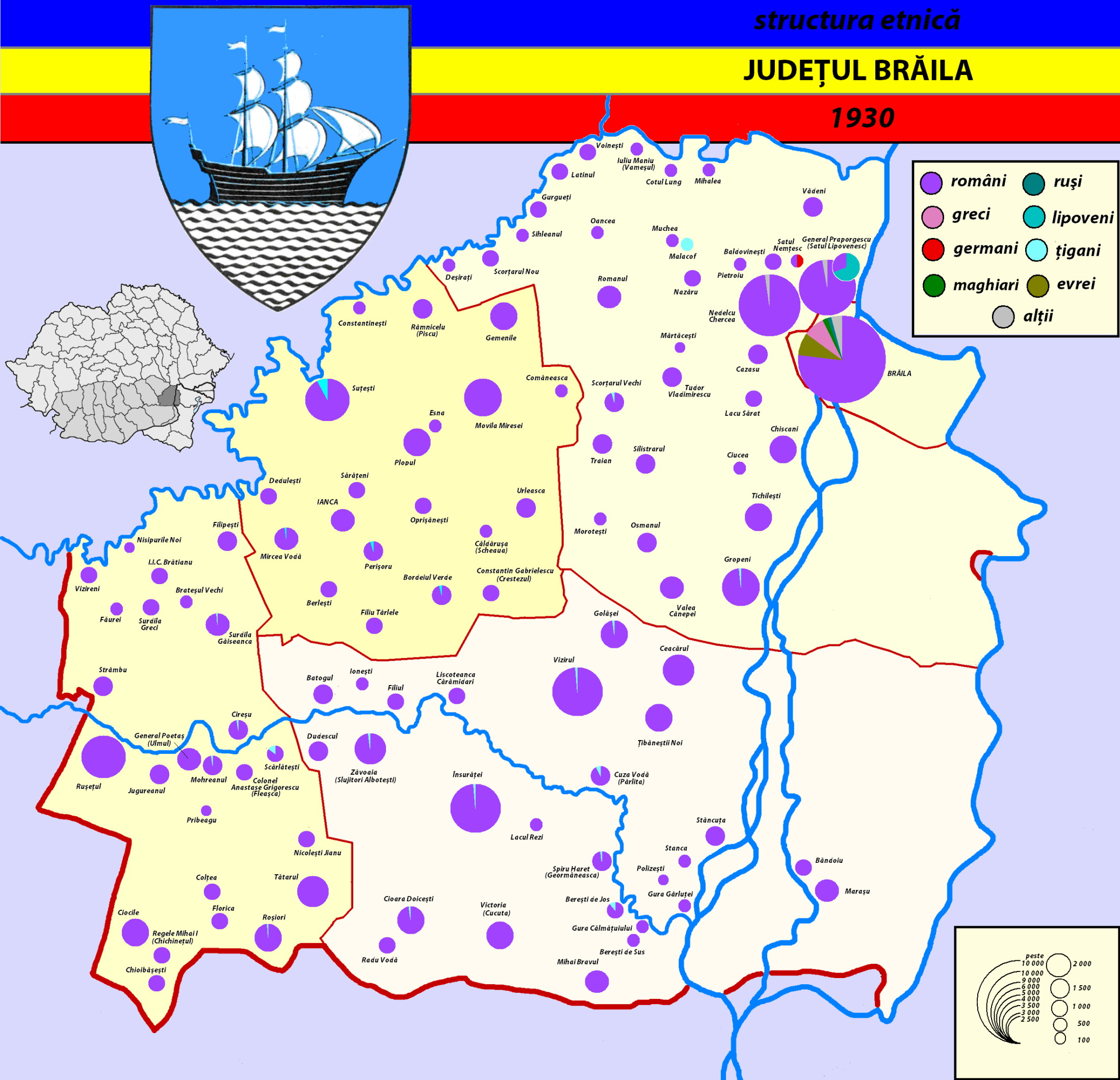
Structura etnică a județului Brăila (1930)

#### 1992
În 1992 populația Brăilei era de 234 110 de locuitori, dintre care:
- 229.328 români (98%)
- 2.575 țigani (1,1%)
- 1.405 ruși lipoveni (0,6%)
- 117 maghiari (0,05%)
- 23 evrei (0,01%)
- 702 alții (greci, bulgari, turci, tătari etc.)

#### 2002
În 2002 populația Brăilei era de 216 292 de locuitori, dintre care:
- 210.360 români (97,2%)
- 3.478 ruși lipoveni (1,6%)
- 1.557 Rromi (0,7%)
- 318 greci (0,14%)
- 161 turci (0,07%)
- 118 maghiari (0,05%)
- 300 alții (evrei, bulgari, italieni, armeni etc.)

|  | Graficele sunt indisponibile din cauza unor probleme tehnice. Mai multe informații se găsesc la Phabricator și la wiki-ul MediaWiki. |

Date: Recensăminte sau birourile de statistică - grafică realizată de Wikipedia

## Economie
Din vremuri imemorabile, locuitorii Brăilei s-au ocupat cu agricultura, creșterea animalelor și pescuitul pe malul vestic al Dunării. Un velier, stema orașului Brăila, a fost simbolul comerțului, ocupația principală a locuitorilor din această zonă. În 1836, Brăila a fost declarat port-liber. Aici s-a înființat prima Cameră de Arbitraj Comercial (1836), Bursa de cereale și bunuri (1882), Curtea Comercială și Banca Comercială au fost deschise în Brăila. Datorită vieții economice înfloritoare, Brăila a devenit unul dintre cele mai importante centre comerciale din România. Comerțul înfloritor și dezvoltarea industriei de-a lungul secolului al XVIII-lea și la începutul secolului al XIX-lea, au marcat istoria Brăilei. În 1911, an de maximă activitate comercială comerțul brăilean reprezenta 22% din comerțul românesc și 20% din import.
Această dezvoltare a însemnat: mori cu aburi, fabrică de paste făinoase, șantier naval (1864), fabrică de bere (1872) și docuri (1883). Prima investiție străină în Brăila a fost făcută în 1924 - Societatea Franco-Română. După ce, ajungând la apogeu, în 1937 la Brăila are loc al XII-lea Congres general al Uniunii orașelor din România, între 1941 - 1944, în timpul celui de-al doilea război mondial, importul și exportul Brăilei au scăzut vertical.
Istoria va declanșa sentința ce nu va întârzia să vină pentru istoria Brăilei în răstimpul dintre două borne: 23 August 1944 - 22 Decembrie 1989.
În intervalul de până la revoluția din 1989 s-a pus accent pe industrializarea forțată a economiei brăilene, în cadrul celei românești, în general. Pe lângă dezvoltarea întreprinderilor existente s-au pus în funcțiune Combinatul chimic și cel de celuloză și hârtie de la Chiscani și Centrala termică.
După anul 1990 s-au făcut resimțite rezultatele dezvoltării mult prea ambițioase, nejustificate și disproporționate a industriei. Multe din reperele industriale de referință și-au închis total sau parțial porțile. Aceasta a dus la deprecierea, mai accentuată decât la nivel național, a nivelului de trai și al gradului de dezvoltare al urbei.
Orașul Brăila dispune de două cinematografe, 3D Luna și Cinema City, care a deschis a 4-a sală 4DX din România, cât și de un fast-food internațional, KFC la Brăila Mall. De asemenea, în Brăila Mall se găsesc magazine precum: Hervis, Deichmann, Bershka, H&M și multe altele.

## Transporturi

### Calea ferată

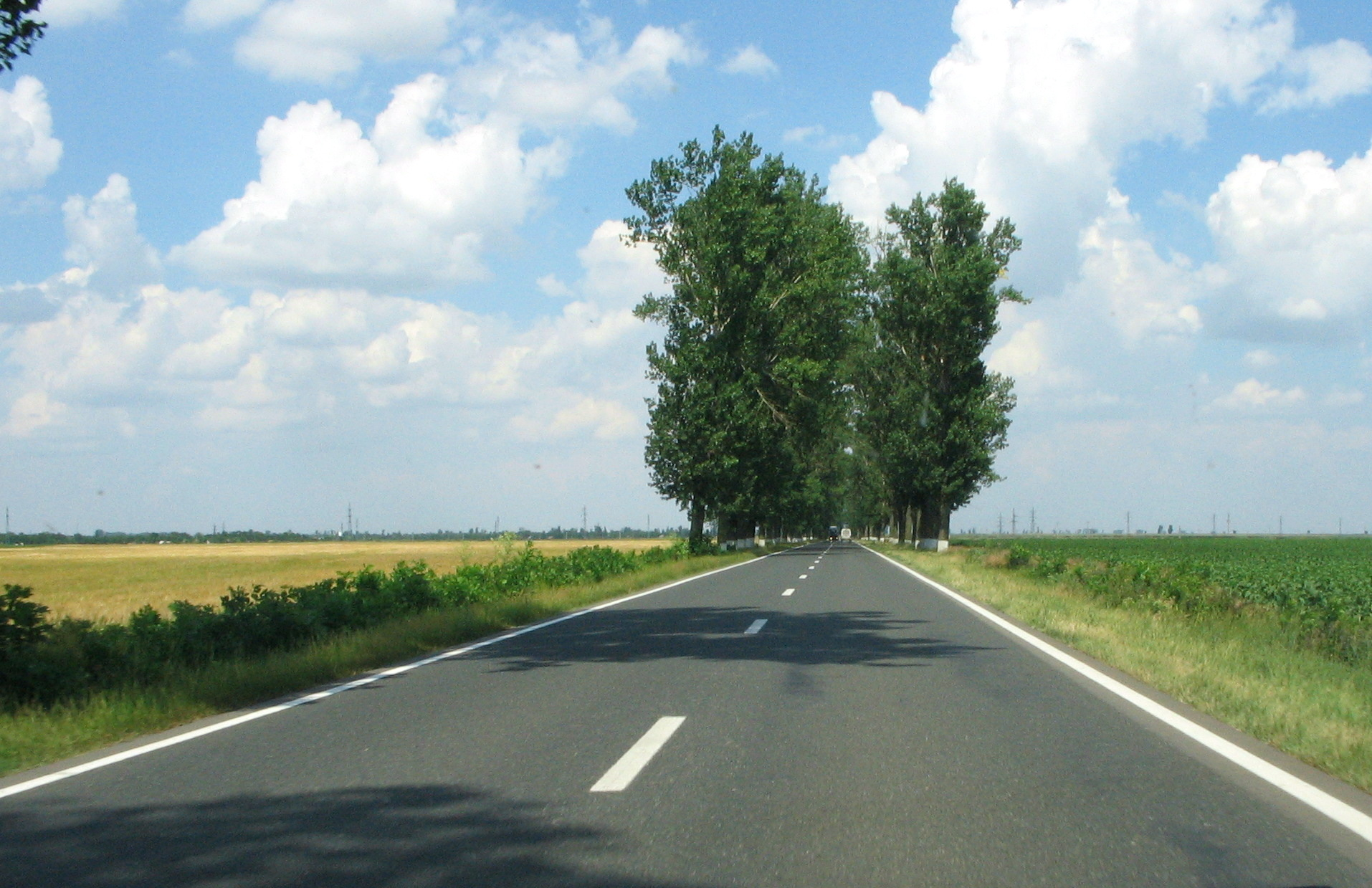
Drumul național DN21

Brăila are o gară pe linia București–Galați. Gara din oraș a fost deschisă în 1872, odată cu această linie. În trecut din Gara Brăila plecau marfare încărcate cu lemn, cereale, cărbuni și produse textile, în toată țara. Numai 3 linii sunt încredințate transportului de persoane, iar alte 9 sunt folosite pentru transportul de mărfuri.

### Drumuri
La Brăila se poate ajunge pe DN2B (drum național) care face legătura între Buzău și Galați. Drumul național DN21 leagă Călărași de Brăila pe la Slobozia. Drumul european E87 trece prin oraș, legând Tulcea si Constanța de Brăila.
Trei autogări de interes național se află în oraș, lângă gara feroviară, și au curse spre diferite orașe ale țarii: Constanța, București, Iași, Galați, Brașov, Sibiu, Timișoara, Cluj.
Orașul mai are în componență și trei autogări de interes regional, făcând legătura cu localitațile județului. Între municipiile Brăila și Galați a început construcția unui drum expres de circa 11 km și care se va conecta la viitorul pod peste Dunăre ce se construiește în zona de nord a Brăilei. Cu un termen de execuție de 24 de luni, lucrările la drum express au început în luna octombrie 2021. Drumul Expres Brăila – Galați va fi o variantă alternativă viabilă pentru traficul greu de pe DN22B și va asigura o conexiune corespunzătoare între cele două orașe, precum și cu podul suspendat peste Dunăre din zona Brăila.

### Podul peste Dunăre de la Brăila
Podul peste Dunăre de la Brăila are lungimea de aproape 2 kilometri, iar pe lângă el s-au construit și alți 23 de kilometri de drum expres. Podul suspendat peste Dunăre, va avea o lungime de 1.974,30 de metri și va fi poziționat între km 4+596,10 și km 6+570,52 pe drumul principal Brăila - Jijila, respectiv la km 165+800 pe fluviul Dunărea (kilometraj pe Dunăre, măsurat de la Sulina). Lungimea totală a drumurilor (inclusiv podul) este de 23,413 km și cuprinde două secțiuni: Drumul principal Brăila - Jijila, cu o lungime 19,095 km și Drumul de legătură cu DN22 Smârdan - Măcin, în lungime de 4,328 km.
După ridicarea celor două turnuri ale podului suspendat, care vor avea fiecare 192,64 metri, ele vor fi practic cele mai înalte construcții din România (dincolo de coșuri de fum sau antene). 

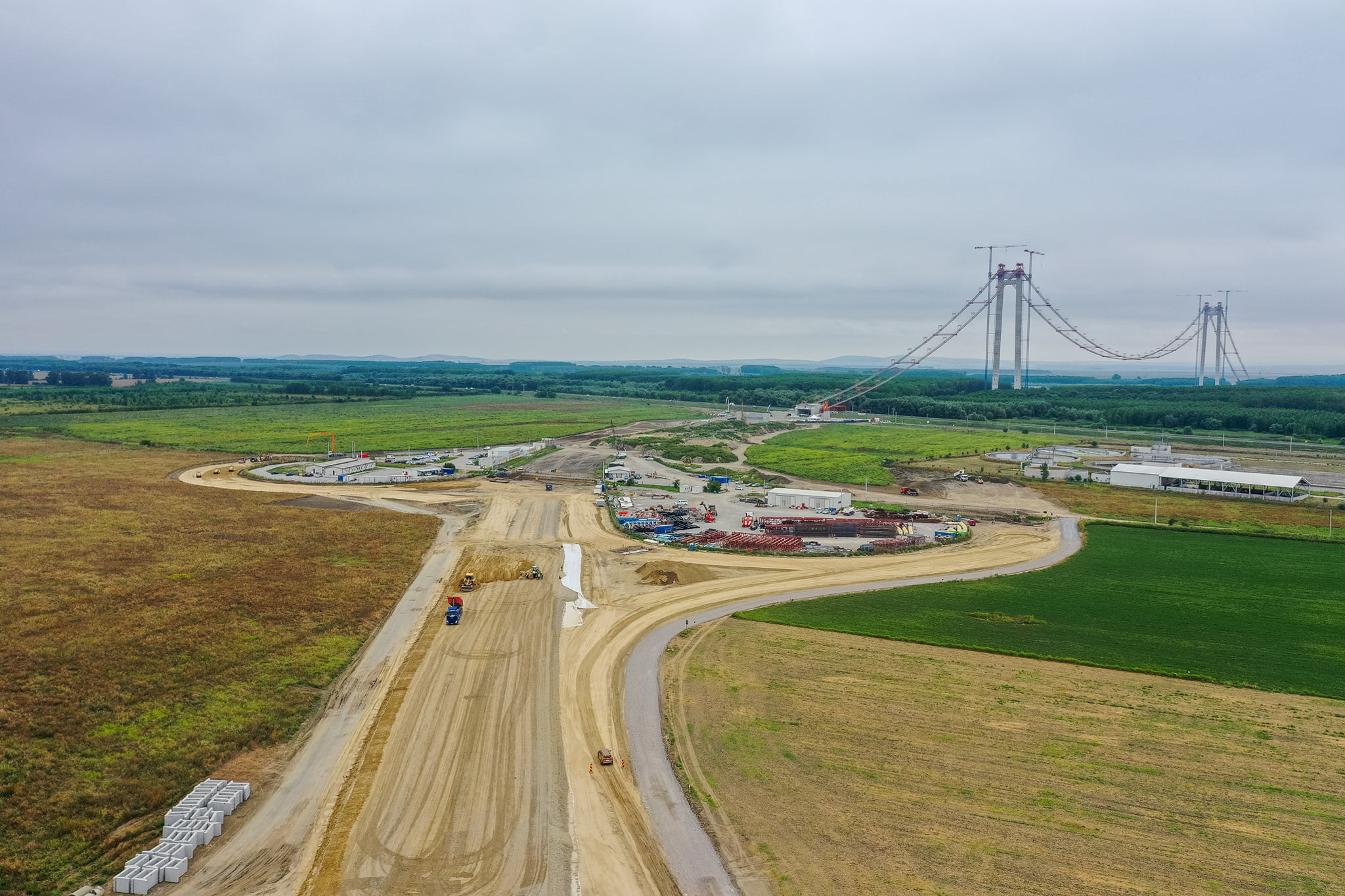
Construcție drum de legătura podul Brăila - August 2021

Podul peste Dunăre Brăila - Tulcea va avea patru benzi de circulație, la care se adaugă două benzi pentru pietoni și biciclete. Construcția a început în 2019 și este preconizată a se finaliza în 2023. La momentul finalizării va fi al treilea pod din Europa din punct de vedere al deschiderii centrale și al lungimii. Lungimea totală a podului suspendat este de 1.974,30 metri, iar deschiderea centrală este de 1.120 metri. Comparativ, celebrul pod Golden Gate din San Francisco are o lungime de 1.970 de metri și o deschidere centrală de 1.280 de metri.

### Transport aerian
Cele mai apropiate aeroporturi internaționale sunt: Aeroportul Internațional ,,Henri Coandă, din Otopeni care se află la o distanță de 200 km și Aeroportul Internațional ,,Mihail Kogălniceanu, din Județul Constanța, aflându-se la o distanță de 130 km.
În data de 16 mai 2009, în comuna Vădeni a fost inaugurat primul aerodrom particular din Județul Brăila acesta fiind de altfel și singurul aerodom de acest fel din zonele Brăila, Galați și Vrancea.
În viitor se dorește construirea unui aeroport internațional în Zona Metropolitană Cantemir, care va fi în co-proprietate cu orașul Galați.

### Transportul public
În Brăila circulă 17  linii regulate de autobuz, care leagă zonele rezidențiale de principalele zone industriale, de centrul orașului și de gară. Există câteva companii de taxi licențiate de primărie, care operează în oraș și în localitățile apropiate.
În Brăila există 4 linii regulate de tramvai, legând stațiunea Lacul Sărat de oraș și celelalte zone rezidențiale și industriale. Brăila este unul dintre primele orașe din România cu tramvai electric, primul astfel de vehicul fiind pus în funcțiune în anul 1897.

Aplicația Brăila Transport Public oferă acces gratuit la programul de funcționare ale autobuzelor și tramvaielor, orele de sosire, alerte de serviciu și rute detaliate pe hartă pentru a fi sigur cum ajungi oriunde în Brăila. Aplicația de mobil e disponibilă pe sistemul de operare al telefonului Android sau iOS.
Liniile de autobuz în Brăila:

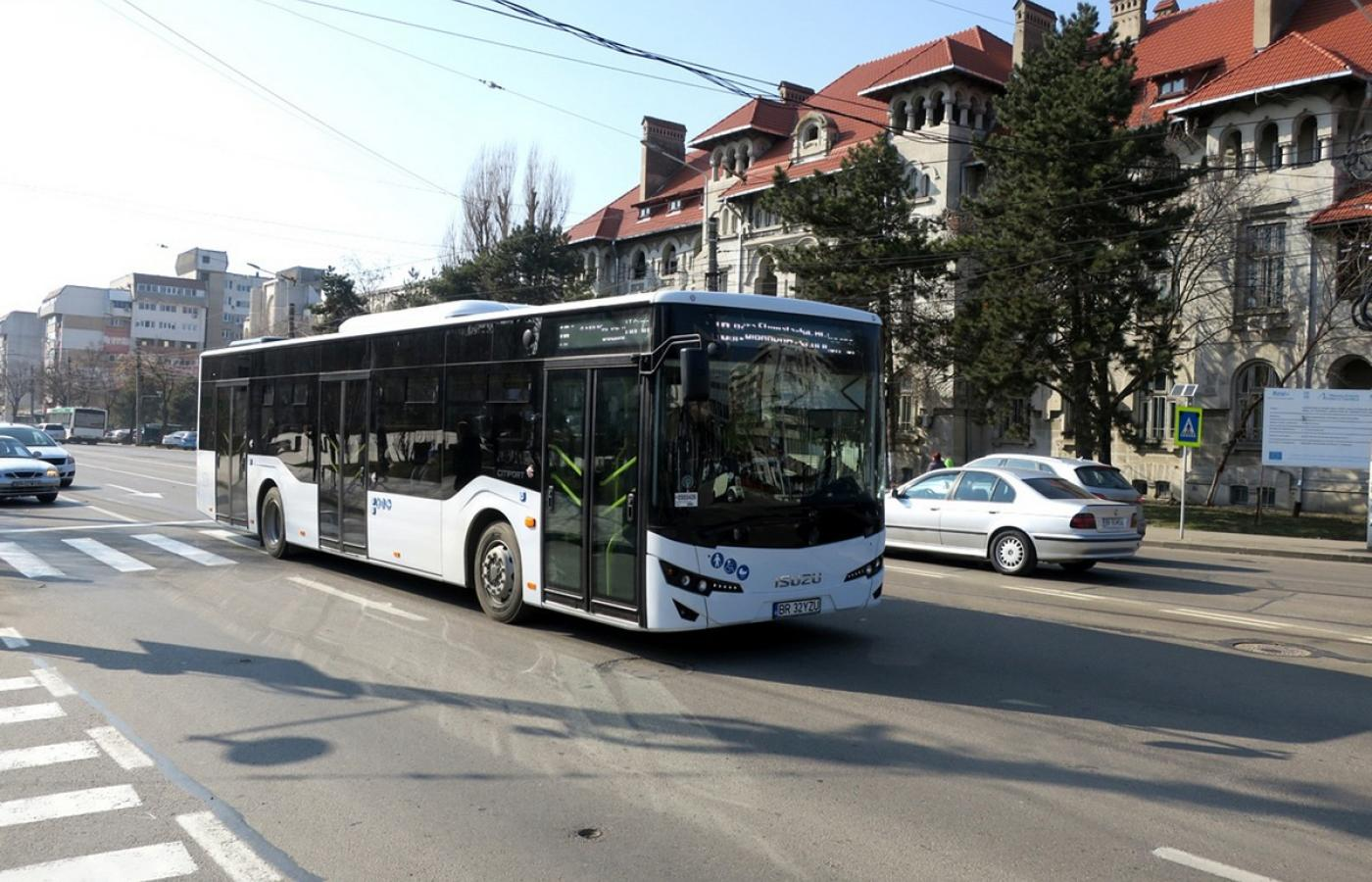
Autobuz Isuzu pe Calea Călarașilor din Brăila

- ANL: ANL Lacu Dulce - Bariera CFR - Cimitirul Sfântul Constantin - Hipodrom - Spitalul Sfantul Spiridon - Autogara Braicar;
- 2: Vidin - Calea Galați - Bd. Al. I. Cuza - Calea Călărașilor - str. Pietății - Cartier Hipodrom - str. Pietății - Calea Călărașilor - Piața Traian - Calea Galați - Vidin;
- 3: ANL Brăilița - Brăila Mall;
- 4: Gara CFR - str. G-ral E. Grigorescu - Bd. Al. I. Cuza - Calea Călărașilor - Viziru (Brăila Mall) - Calea Călărașilor - Piața Traian - str. N. Bălcescu - str. G-ral Eremia Grigorescu - Gară CFR;
- 5. Viziru (Brăila Mall) - Calea Călărașilor - str. Grivița - str. 1 Dec. 1918 - Sos. Rm. Sărat - str. Comuna din Paris - Sos. Baldovinești - Soroli Cola - Sos. Baldovinești - str. Comuna din Paris - Sos. Rm. Sărat - str. 1 Dec. 1918 - str. Grivița - Calea Călărașilor - Viziru (Brăila Mall);
- 7: Autogara BRAICAR –Str. Pietății - ANL Lacu Dulce și retur
- 10: Gară CFR - str. G-ral E. Grigorescu - Bd. Al. I. Cuza - Calea Călărașilor - Sos. Buzăului - Grădina Zoologică - Sos. Buzăului - Calea Călărașilor - Piața Traian - str. N. Bălcescu - str. G-ral E. Grigorescu - Gară CFR;
- 13: Centru - Piața Mare - Chercea - Dedeman - Soroli Cola;
- 15: Dispecerat Vidin - Lic. Progresul - Poarta 2 – Progresu - Str. Plantelor - Lic. Anghel Saligny - Gara Cfr - Piata Halelor - Școala Nr. 8 - Str. Școlilor-b-dul. Dorobanților  - Cimit. Sf. Constantin - Str.1 Pietății-cutezătorilor - Spit. Jud. Urgență Corp B - Dispecerat Central și retur
- 16: Vidin - ANL Brăilița - Piața Traian - Bd. Al. I. Cuza - Calea Călărașilor - Sos. Vizirului - str. Chișinău - Sos. Buzăului - Calea Călărașilor - Bd. Al. I. Cuza - Calea Galați - ANL Brăilița - Vidin;
- 17: Vidin - str. Eroilor - str. Smârdan - Calea Galați - Bd. Al. I. Cuza - Calea Călărașilor - Sos. Buzăului - str. Chișinău - Calea Călărașilor - Bd. Al. I. Cuza - Calea Galați - str. Smârdan - str. Eroilor - Vidin;
- 33: Capăt Șos de Centură – Șos. Buzăului – str. Chișinău - Calea Călărașilor - str. Celulozei – str. Ghe. Avramescu - b-dul Dorobanților  – C. Călârașilor - str. Grivița - str. G-ral E. Grigorescu - Gara CFR - str. G-ral E. Grigorescu - str. Grivița - Calea Galați - b-dul Independenței - str. Carantinei - B-dul Al. I. Cuza - B-dul Panait Istrati - str. Grădinii Publice - str. Oituz - Piața Traian -C. Galați - str. N. Bălcescu - B-dul Al. I. Cuza  - str. 1 Decembrie 1918 - str. Grivița - Calea Călărașilor - B-dul Dorobanților - str. Ghe. Avramescu - str. Celulozei - Calea Călărașilor - Sos. de Centură;
- 35: Soroli Cola - Șos. Baldovinești - str. Armata Poporului - Str. Magaziilor - Șos. Focșani - Complex Armonia - Piața Bărăganului - str. Alexandru Vlahuță - str. Barbu St.Delavrancea - Sos. Rm. Sărat (Liceul Agricol) - str. Grivița - str. Școlilor- str. Pietății- Șos. Buzăului - str. Chișinău - Calea Călărașilor - str. Pietății - str. Școlilor - str. Grivița - str. 1 Decembrie 1918- Șos. Rm. Sărat (Liceul Agricol) - str. Barbu Șt. Delavrancea - str. Alexandru Vlahuță - șos. Focșani - Complex Armonia - Piața Bărăganului - str. Magaziilor- str. Armata Poporului - Șos. Baldovinești - Soroli Cola
- 40: Gara Fluvială - Piața Traian - Biserica Catolică - Colegiul Nicolae Bălcescu - Winmarkt - Piața Mare - Școala nr. 8 - Str. Școlilor - Cimitirul Sfântul Constantin - Hipodrom - Spitalul Sf. Spiridon - Școala nr. 3 - Str. Celulozei - Industria Sârmei - Str. Milcov - Str. Celulozei - Școala nr. 1 - Biserica Radu Negru;

"Mai există și o linie de microbuze fără indicativ, pe care scrie doar traseul:"
Autogara Braicar - Selgros. 
Linii de tramvai în Brăila:
- 21: Cart. Radu Negru - Bd. Independenței - Cart. Vidin;
- 21B: Cart. Radu Negru -Bd. Indepedenței - Cimitir Brăilița (folosită când nu se poate circula în Cart. Vidin);
- 22: Cart. Radu Negru - Bd. Dorobanți - Cart. Vidin;
- 23: Cart. Chercea - Bd. Dorobanți - Cart. Radu Negru (linie scoasă)
- 24: Parc Monument - Lacul Sărat - Combinat;
- 25: Parc Monument - Lacul Sărat (linie sezonier);

Pe vremuri, exista o linie fără indicativ cu traseul: Cart. Chercea - Cart. Vidin
Plecări PARC MONUMENT:

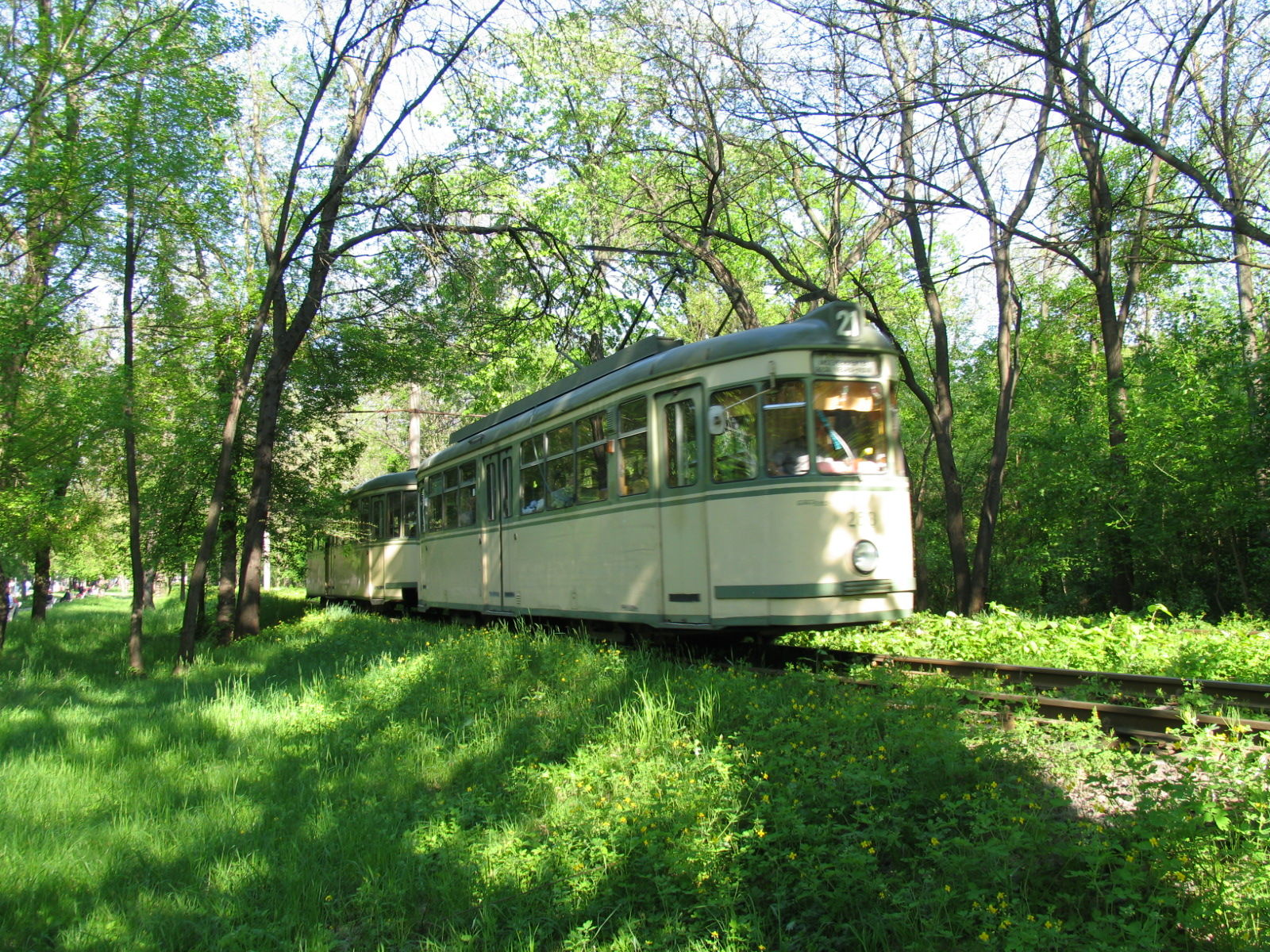
Tramvai din Brăila în Parcul Monument

05.30 C, 06.20 C, 07.10 C, 08.00, 08.30, 09.00, 09.30, 10.00, 10.30, 11.00, 11.30, 12.00, 12.30, 13.00 C, 13.30, 14.00 C, 14.30, 15.00, 15.30, 16.00 C, 16.30, 17.00 C, 17.30, 18.00, 18.30, 19.00 C, 19.30
Plecări COMBINAT - PARC MONUMENT:
05.55, 06.45, 07.35, 13.30, 14.30, 16.30, 17.30, 19.30
Plecări LACU SĂRAT - PARC MONUMENT:
06.00, 06.50, 07.40, 08.30, 09.00, 09.30, 10.00, 10.30, 11.00, 11.30, 12.00, 12.30, 13.30, 13.40, 14.30, 14.40, 15.00, 15.30, 16.30, 16.40, 17.30, 17.40, 18.00, 18.30, 19.00, 19.40, 20.00
Legenda: C - circulă la COMBINAT
| Tarif bilete autobuz   | Tarif bilete tramvai                        | Tarif abonament 1 zi | Tarif abonament 1 săptămână  | Tarif abonament 1 lună  |
| ---------------------- | ------------------------------------------- | -------------------- | ---------------------------- | ----------------------- |
| Oraș 2 lei / călătorie | Oraș (Vidin - Castanului) 2 lei / călătorie | 8 lei / 1 zi autobuz | 16 lei / 1 săptămână autobuz | 65 lei / 1 lună autobuz |
|                        | Parc Monument - Combinat 2 lei / călătorie  | 8 lei / 1 zi tramvai | 16 lei / 1 săptămână tramvai | 65 lei / 1 lună tramvai |

### Transportul pe apă
Transportul pe apă a fost esențial în Brăila, fiind una dintre cele mai vechi căi de a transporta mărfuri și persoane de-a lungul cursului Dunării. Gara fluvială din Brăila păzește Dunărea încă din 1904, iar în anii 1970 a întruchipat ficțional gara maritimă din Hobart (Tasmania, Australia) în decursul turnajului serialului Doi ani de vacanță de Sergiu Nicolaescu al cărui „personaj principal” era goeleta „Speranța”. Până în 1995 s-a aflat în centrul activității portuare brăilene. Actualmente Portul Brăila nu mai transportă persoane, ci doar marfă, iar clădirea gării fluviale a devenit proprietate privată.
Lucrările de execuție a portului au început în zona km 170 pe Dunăre, în anul 1886, sub coordonarea ing. Anghel Saligny. În final, ca urmare a unor studii inginerești de specialitate, s-a realizat un bazin cu suprafața de 6 ha, prevăzut cu cheuri verticale în lungime de cca. 500 ml, pereuri pe cca. 950 ml, magazii și silozuri de cereale. Ulterior s-au mai executat pereuri la Dunăre în această zona pe cca. 460 ml și în incinta bazinului pe cca. 838 ml.
În perioada interbelică, în portul Brăila se aflau în exploatare cca. 2.500 ml cheuri pereate și 500 ml cheuri verticale la Dunare și în bazin, precum și cca. 25 km căi ferate, 5 macarale portic de 2,5 – 5 tf, 39 elevatoare plutitoare de 80 – 120 t pentru operare cereale, magazii, drumuri interioare, o macara plutitoare de 40 tf, hale și frigorifere portuare, rampe pentru navele pescărești.
În a doua jumătate a sec. XX s-au realizat numeroase investiții care au sporit capacitatea de trafic a portului Brăila.
Acum, Portul Brăila, este unul dintre cele mai mari porturi fluvio-maritime românești. Situat în orașul Brăila pe Dunăre, de la km 175 la km 167 – pe Dunăre, pe ambele maluri.

### Plimbări pe Dunăre, cu vaporul, la Brăila

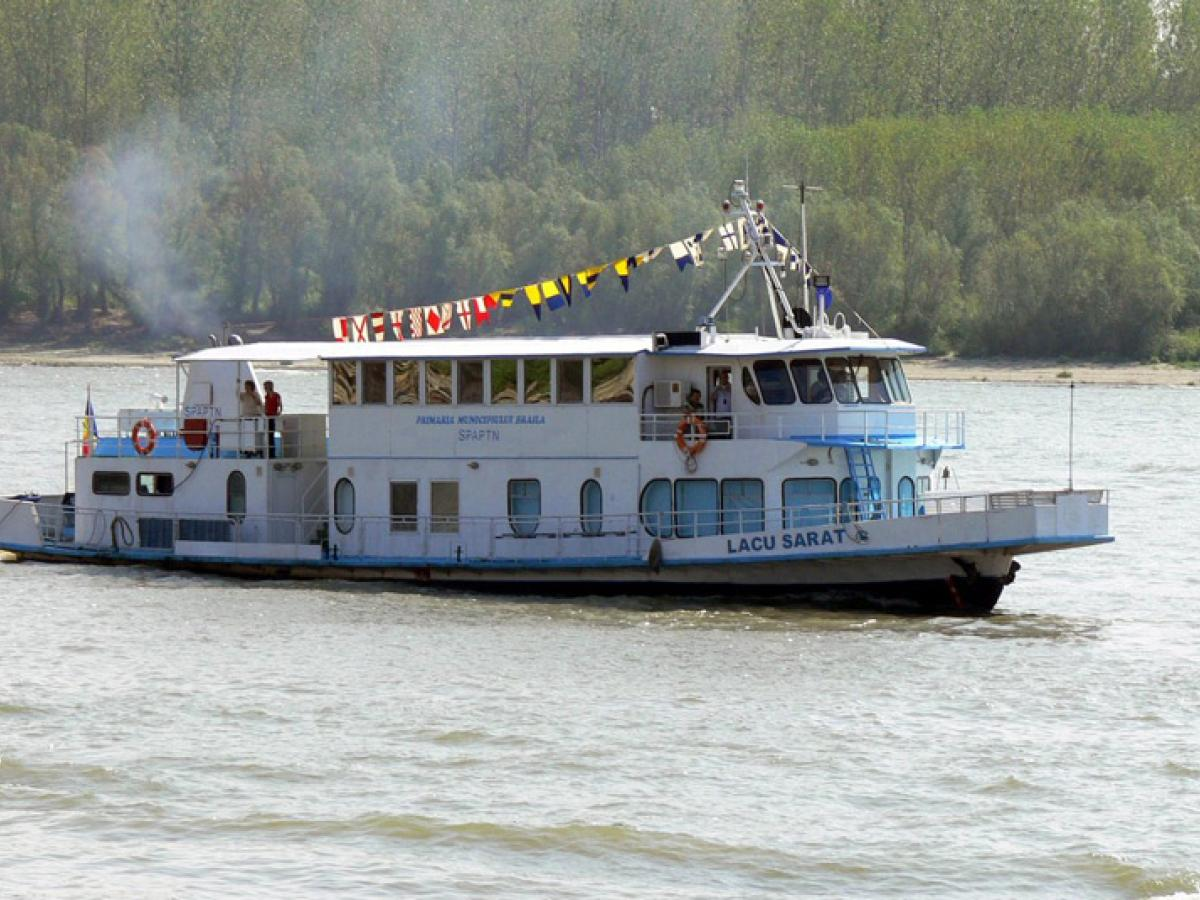
Plimbare pe Dunăre cu nava de pasageri „Lacu Sărat”

Serviciul de Transport Public Local de Călători și Administrare Portuară are în administrare, ca serviciu de specialitate aflat în subordinea Consiliului Local Municipal Brăila, malul stâng al fluviului Dunărea, în zona de responsabilitate km fluvial 170+875- km fluvial 175+800. Având în vedere dezvoltarea socială și culturală accentuată a Municipiului Brăila din ultima perioadă și ținând cont de localizarea privilegiată a municipiului, orașul Brăila fiind port la Dunăre, serviciul  face o promovare a istoriei și culturii locale folosind nava de pasageri „Lacu Sărat”, atât pentru locuitorii Municipiului Brăila cât și pentru oaspeții acestuia. 
Acest lucru se  realizează prin organizarea de curse de agrement cu nava de pasageri „Lacu Sărat”, în regim de tarifare pe bază de bilet, pe fluviul Dunărea în perioada aprilie - octombrie în zilele de sâmbăta în intervalul orar  09.30-12.30 – câte două curse de câte o oră, efectuate în raza Portului Brăila. Prețul unei plimbări este de 13 lei. Organizatorii anunță că pot participa la curse doar cei care s-au programat dinainte. Înscrierile se pot face de luni până joi, între orele 8,30-16,30, sau vineri, de la 8,30 la 12,00, la numerele de telefon 0239.613.654 sau 0753.095.046.
Nava de pasageri „Lacu Sărat”, se poate închiria pe bază de contract, pentru curse de agrement, contra cost de către persoanele fizice sau juridice pentru grupuri organizate în regim de trarifare: oră/marș sau oră/staționare. Nava de pasageri „Lacu Sărat” a fost construită în anul 1990 la Șantierul Naval Brăila și este destinată transportului de persoane în regim de agrement. Nava are două salone, unul jos la punte, unul sus la puntea promenadă și 60 locuri pe scaune la mese. Pe puntea promenadă se află un spațiu generos pentru vizionarea priveliștilor de pe fluviul Dunărea.

## Cartiere
În perioada modernă (după 1829), orașul s-a extins treptat spre nord, vest și sud, incluzând cartiere dezvoltate inițial în afara hotarelor sale: Pisc (cartierul lipovenilor; până în 1940 a existat aici și un cartier german numit „Jakobsonstal”).
Actual în Brăila există 41 cartiere (sunt incluse și subcartierele/minicartierele).
| - 1 Mai - ANL Brăilița (subcartier Brăilița) - Ansamblul Buzăului - Ansamblul Cimbrului (subcartier Chercea) - Ansamblul Lanului (subcartier Chercea) - Apollo - Baldovinești - Băile Lacu Sărat - Brăila Sud / Mecanizatorilor - Brăilița - Carpați-Galați - Caporalul Mușat - Catanga-Marna - Cazasu - Călărași 4 / Ciocârlia - Centru cu: - Belvedere / Albastru / Centru Vechi Sud - Biserica Veche / Roșu / Centru Vechi Nord | - Centru Civic / Esplanada - Chercea / Nedelcu Chercea - Chișcani - Clony (subcartier Călărași 4 / Ciocârlia) - Colonia 10 - Comorofca - Dorobanților - Gării-Victoria - Hipodrom - Islaz - Lacu Dulce / Flămânda - Lacu Dulce ANL (subcartier Lacu Dulce / Flămânda) - Lacu Sărat-Sat - Locuri Noi / Timpuri Noi - Minerva - Obor - Pisc-Jakobsonstal - Progresul | - Radu Negru - Siret- Dumitru Cantemir - Cartier din municipiul Galați, Comuna Vădeni, Județ Brăila - Smârdan / Ghecet (județ Tulcea) - Școlilor - Tineretului - Unirii Nord / Poarta Mică / Galben - Unirii Sud / Poarta Mare / Verde - Vărsătura - Vidin - Viziru 1 - Viziru 2 - Viziru 3 |

Cartierul Chercea este cel mai mare cartier ca suprafață al Brăilei, și, la fel ca Brăilița, Islaz, Lacu Dulce (Flămânda) și Radu Negru, au fost comune alipite municipiului Brăila odată cu dezvoltarea lui.

## Zona metropolitană
Zona Metropolitană Brăila-Galați /Braigal va fi formată din:
| - Brăila jud. Brăila - Cazasu jud. Brăila - Baldovinești jud. Brăila - Vădeni jud. Brăila - Zagna-Vădeni jud. Brăila - Lacu Sărat jud. Brăila - Vărsătura jud. Brăila - Chiscani jud. Brăila - Albina jud. Brăila - Siliștea jud. Brăila | - Galați jud. Galați - Șendreni jud. Galați - Vânători jud. Galați - Braniștea jud. Galați - Scânteiești jud. Galați - Smârdan jud. Galați - Odaia Manolache jud. Galați | - Măcin jud. Tulcea - I.C. Brătianu jud. Tulcea - Garvăn jud. Tulcea - Smârdan jud. Tulcea - Jijila jud. Tulcea - Văcăreni jud. Tulcea |

Se estimează că populația zonei metropolitane va fi în jur de 500.000 de locuitori. Prima etapă a proiectului a vizat lucrările de pregătire și consolidare a solului și asigurarea utilităților pentru viabilizarea terenurilor. Dezvoltarea unei noi zone rezidențiale are ca efect creșterea numărului de locuințe pentru cetățenii municipiului, a gradului de confort în care aceștia vor locui. Totodată, angajarea unor lucrări de construcție de anvergură asigură o creștere a utilizării forței de muncă în domeniul construcțiilor în primă fază, iar apoi, prin apariția unui nou cartier în domeniul serviciilor, învățământului, sănătății, culturii etc. Impactul economic al programului se reflectă în stimularea și diversificarea mediului de afaceri din Galați și Brăila, precum și atragerea de noi investiții străine în zonă. Beneficiarii proiectului sunt Primăria Municipiului Galați și firmele locale, dar mai ales cetățenii orașului, în special tinerii. Costul proiectului a fost estimat la 14.537.000 Euro. Primăria intenționează, prin acest proiect, să ofere gălățenilor peste 2.000 de unități locative. Cu sprijinul Guvernului României, în cadrul acestui proiect, au fost date în folosință șapte blocuri de locuințe și s-au realizat investiții în infrastructura viitorului cartier în valoare de peste 44,5 milioane RON, între 2005-2006.

## Politică
Municipiul Brăila este administrat de un primar și un consiliu local compus din 23 consilieri. Primarul, Viorel Marian Dragomir, de la Partidul Social Democrat, este în funcție din 2016. Începând cu alegerile locale din 2024, consiliul local are următoarea componență pe partide politice:
|  | Partid                          | Consilieri | Componența Consiliului | Componența Consiliului | Componența Consiliului | Componența Consiliului | Componența Consiliului | Componența Consiliului | Componența Consiliului | Componența Consiliului | Componența Consiliului | Componența Consiliului | Componența Consiliului | Componența Consiliului | Componența Consiliului | Componența Consiliului | Componența Consiliului | Componența Consiliului |
|  | ------------------------------- | ---------- | ---------------------- | ---------------------- | ---------------------- | ---------------------- | ---------------------- | ---------------------- | ---------------------- | ---------------------- | ---------------------- | ---------------------- | ---------------------- | ---------------------- | ---------------------- | ---------------------- | ---------------------- | ---------------------- |
|  | Partidul Social Democrat        | 16         |                        |                        |                        |                        |                        |                        |                        |                        |                        |                        |                        |                        |                        |                        |                        |                        |
|  | Alianța pentru Unirea Românilor | 3          |                        |                        |                        |                        |                        |                        |                        |                        |                        |                        |                        |                        |                        |                        |                        |                        |
|  | Partidul Național Liberal       | 3          |                        |                        |                        |                        |                        |                        |                        |                        |                        |                        |                        |                        |                        |                        |                        |                        |
|  | Partidul S.O.S. România         | 1          |                        |                        |                        |                        |                        |                        |                        |                        |                        |                        |                        |                        |                        |                        |                        |                        |

Listă completă cu primari ai Brăilei din 1831 până în prezent.

## Educație și cultură

### Învățământ
În cele 44 unități administrativ-teritoriale ale județului Brăila (municipiul Brăila, orașele Ianca, Făurei, Însurăței și 40 comune) funcționează 388 unități de învățământ ce cuprind 185 grădinițe, 170 școli primare și gimnaziale, 23 grupuri școlare și licee teoretice, 4 cluburi ale copiilor și elevilor, 4 case de copii și 2 școli ajutătoare. Aceste unități de învățământ cuprind 2355 săli de clasă, laboratoare și cabinete școlare în care învață în jur de 72.810 elevi, îndrumați de 4.710 cadre didactice. De asemenea, funcționează 13 școli profesionale, de ucenici, 5 școli postliceale de specialitate și tehnice de maiștri și o unitate de învățământ superior.  Se remarcă următoarele licee din Brăila:
- Colegiul Național „Gheorghe Munteanu Murgoci”
- Colegiul Național „Nicolae Bălcescu”
- Colegiul Național Pedagogic „D.P. Perpessicius”
- Liceul de Arte „Hariclea Darclée”
- Colegiul Național „Nicolae Iorga”
- Colegiul Național „Ana Aslan”
- Liceul Teoretic „Panait Cerna”
- Colegiul Economic „Ion Ghica”
- Liceul cu program sportiv
- Liceul Teoretic „Mihail Sebastian”

### Tradiții și meșteșuguri
Așa cum precizează tratatul realizat în anii 1975-1977, sub îngrijirea Centrului de Îndrumare a Creației Populare și a Mișcării Artistice de Masă - „Studii de etnografie și folclor în zona Brăiliei”: 'Ocupațiile principale specifice Câmpiei Brăilei au fost, în egală măsură, creșterea animalelor și agricultura, apoi creșterea albinelor, a viermilor de mătase, a plantelor textile (cânepa și inul), pescuitul (...).
Microzona satelor de la malul Dunării (ex. Tufești, Gropeni) s-a remarcat, începând cu ce-a de-a doua jumătate a secolului XIX, printr-o înflorire a meșteșugurilor feminine, în special țesăturile. Din categoria țesăturilor specifice acestei zone semnalăm: foița, scoarța, pelitarul, covorul, dușegul, velința, macatul, fețe de pernă și cearceafuri, ștergărele și perdelele de borangic. O notă aparte a acestei microzone o conferă cusăturile pe costumele populare făcute cu arnici și lână colorată în diverse modele geometrice originale și tehnici de lucru specifice cum ar fi „orzișorul” și „mușculița”. Pentru aceste costume populare există o cerere din ce în ce mai mare din partea familiilor românești din diasporă dar și a tineretului din țară care se arată deosebit de interesat de valorile folclorice și de originalitatea vestimentației.

### Cultură
În 1817 se inaugurează prima școală atestată în oraș, cea a lui „Vasile Dascălul”. La 1832, alături de instituțiile administrației de stat, își începe activitatea Școala Publică cu dascăli plătiți de stat, iar în 1861 se înființează Școala de fete. Se ajunge că, în anul 1906, la Brăila existau 33 de școli (18 primare de stat, 12 primare confesionale, un liceu, o școală de meserii, o școală profesională de fete). Ca o dovadă a gradului de dezvoltare al învățământului local, la București se deschide în 1918 Căminul studențesc brăilean, primul de acest fel din țară.
În 1864, Ianache Rally, un bogat armator grec, inaugureaza la Brăila Teatrul Rally, ce avea să devină una dintre cele mai importante scene ale României. La Teatrul Rally au concertat de-a lungul timpului mari nume ale muzicii clasice, precum Adelina Patti, Bianca Bianchini, Sarah Bernhardt, Ernesto Rossi, Saliapin și George Enescu. Tot acolo au debutat Hariclea Darclée, în 1881, Maria Filotti, în 1905. Ianache Rally și soția sa Athina au avut mai multi urmași de vază în oraș. Una din fetele lor, Cecilia Ștefănescu Goangă a fost mama celebrului bariton Petre Stefanescu Goanga, a cărui casă din Piața Poligon găzduiește astăzi Casa de Cultură Brăila.
La 1883 a luat ființă Societatea muzicală „Lyra” cu o prodigioasă activitate peste vreme, recunoscută pe plan național și internațional.
În 1995, soprana Mariana Nicolesco a creat Concursul Național de Canto Hariclea Darclée devenit în 1997 Concursul Internațional de Canto Hariclea Darclée care onorează memoria primei interprete a operei Tosca de Puccini, născută în orașul de la Dunărea de Jos. În anii dintre o ediție și alta a Competiției, Mariana Nicolesco, oferă laureaților acesteia Cursuri de Măiestrie Artistică, Master Classes. La Festivalul și Concursul Internațional de Canto Hariclea Darclée au luat parte până acum peste 1.800 de tineri artiști din România și din alte 47 de țări din 5 continente.

## Sport
În municipiul Brăila există: 
- 9 cluburi sportive,
- 74 asociații sportive,
- 2 secții de nivel olimpic (înot și caiac-canoe),
- 6 secții de nivel internațional (box, caiac-canoe, motociclism, haltere, fotbal și volei),
- 36 secții de nivel național,
- 17 echipe în diviziile naționale (Liga Națională divizia C și divizia juniori).

La nivelul județului Brăila sunt constituite 7 asociații județene pe ramuri de sport: A.J. Fotbal, A.J. Handbal, A.J. Șah, A.J. Go. A.J. Volei, A.J. Sportul Pentru Toți, A.J. Atletism. Activitatea sportivă este susținută de 85 antrenori, instructori și 421 de arbitri. În Registrul Sportiv, la sfârșitul anului 2007 erau înregistrate 60 structuri sportive cu personalitate juridică, din care ca structuri active 40 (incluzând și asociațiile județene pe ramuri) iar fără personalitate juridică - 95, din care 34 asociații sportive școlare și 61 din alte domenii sportive.
La ora actuală există 45 baze sportive dintre care 8 cu posibilități de a organiza concursuri internaționale. 
Este de remarcat activitatea sportivă a echipei de handbal feminin Dunărea Brăila, care s-a clasat pe locul 8 în superliga competitivă. Consiliul Local Municipal Brăila alături de Consiliul Județean Brăila s-au asociat cu echipa brăileană, iar numele echipei a devenit Handbal Club Municipal Dunărea Brăila. În materie de fotbal, Dacia Unirea Brăila este echipa fanion a orașului, ea având o istorie de peste 88 de ani. În acest moment evoluează în Liga a III-a, seria 2. Are în palmares o semi-finală de Cupa României în 1940 pierdută în fața echipei Rapid București, și o finală pierdută cu 0-2 în fața echipei Universitatea Craiova în anul 1993.

## Obiective turistice

### Biserici
- Biserica Greacă;

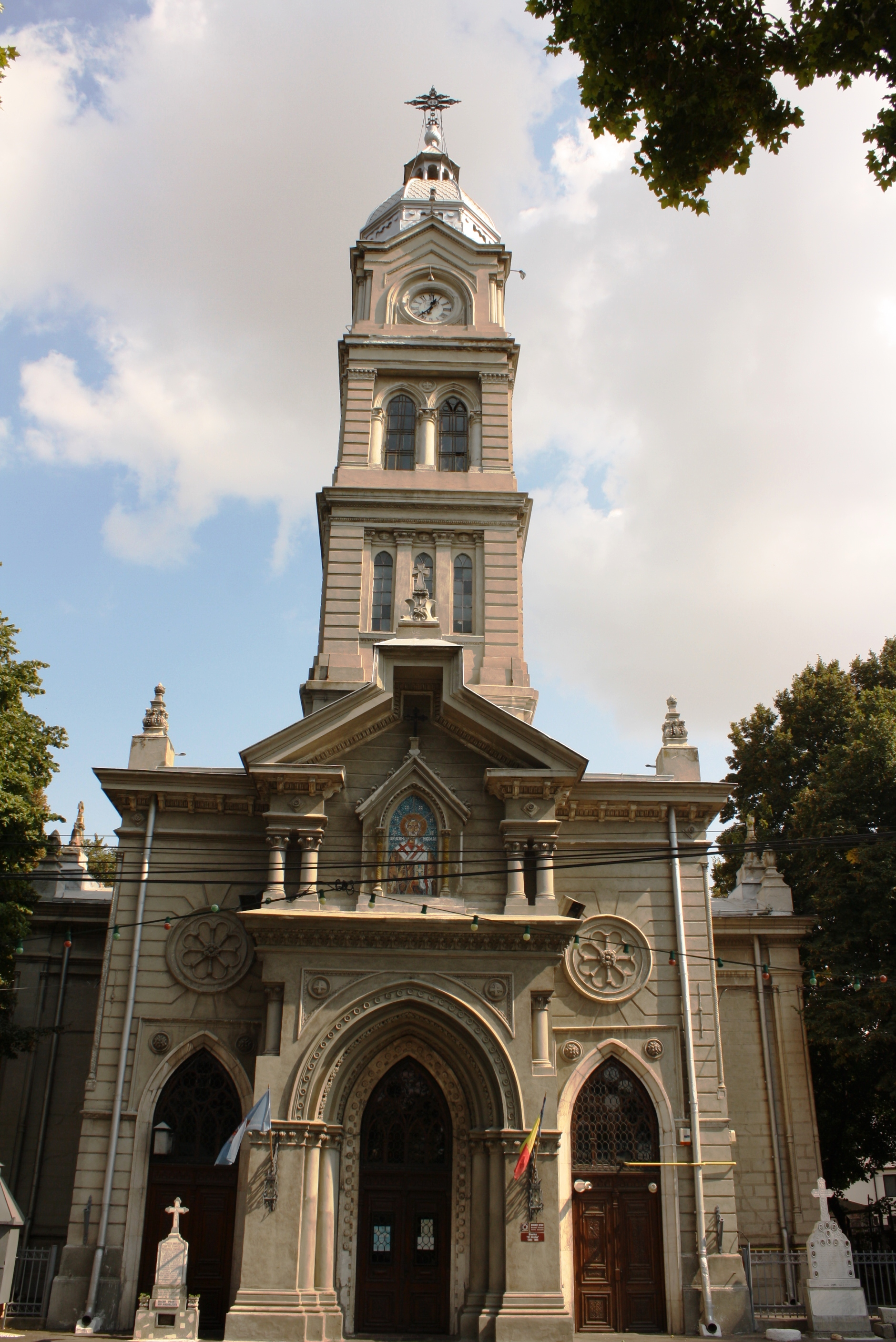
Biserica „Sfântul Nicolae” (1860-1865) - Brăila

- Biserica „Adormirea Maicii Domnului”;
- Biserica „Sfinții Arhangheli” actual este pictată, fiind una din puținele biserici în care se încearcă respectarea canoanelor bizantine ale picturii icoanei;
- Biserica „Sfântul Nicolae”;
- Biserica „Sfântul Mare Mucenic Gheorghe”;
- Biserica „Sfântul Profet Ilie”;
- Biserica „Sfinții Împărați Constantin și Elena și Sfântul Mucenic Haralambie”;
- Biserica „Sfântului Mare Mucenic Dimitrie”;
- Biserica „Sfântul Spiridon”;
- Biserica „Sfânta Treime și Sfântul Cuvios Antonie cel Mare”;

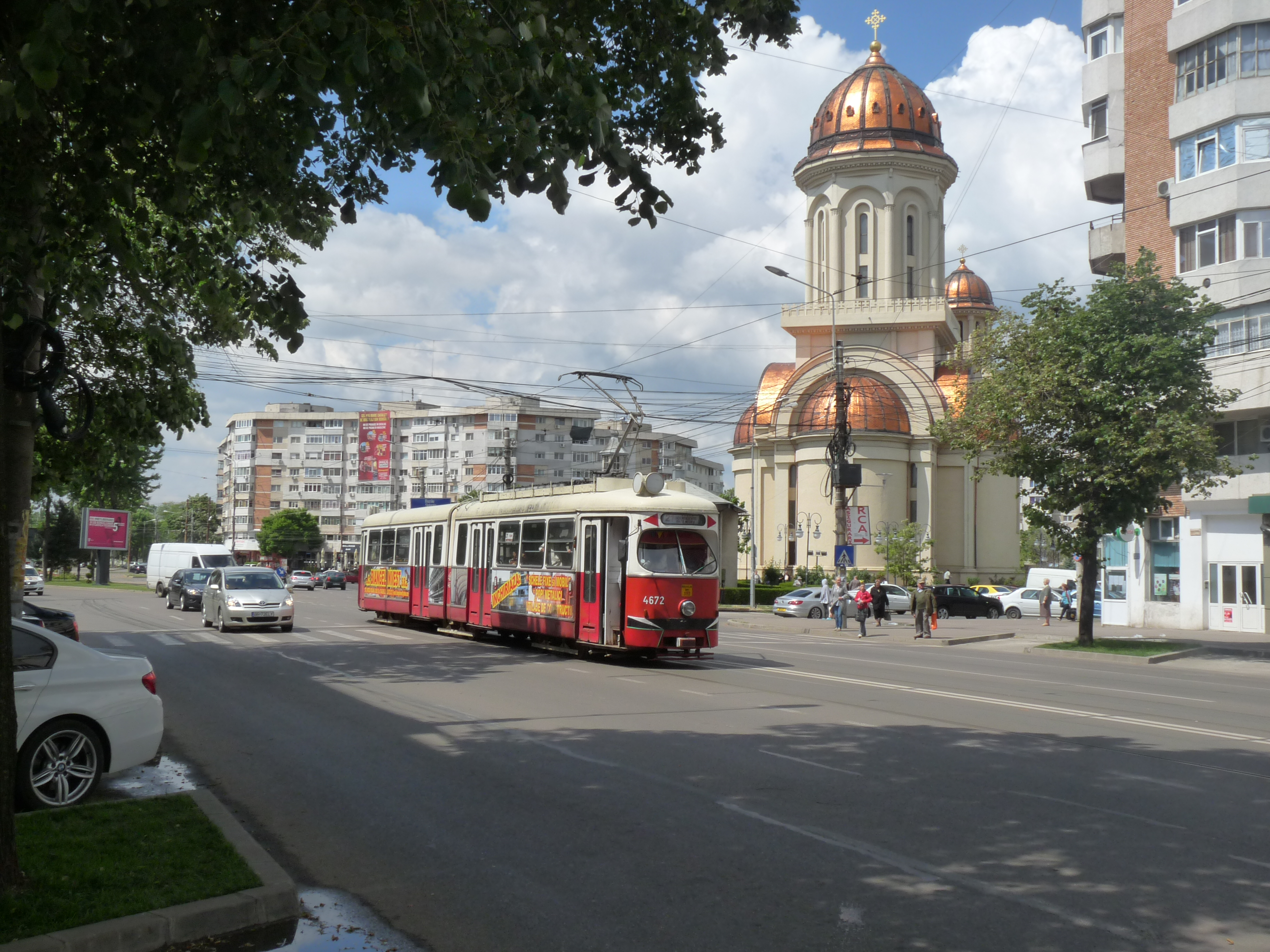
Catedrala „Nașterii Domnului” Brăila

- Biserica „Sfânta Paraschiva”;
- Catedrala „Nașterii Domnului”.

### Muzee
- Casa memorială Panait Istrati ce se află în incinta Grădinii Publice
- Muzeul Brăilei
- Teatrul „Maria Filotti” Brăila
- Galeriile de Artă Emilia Dumitrescu
- Casa memorială Perpessicius
- Secția de Artă a Muzeului Brăilei
- Secția de Științe ale Naturii a Muzeului Brăilei

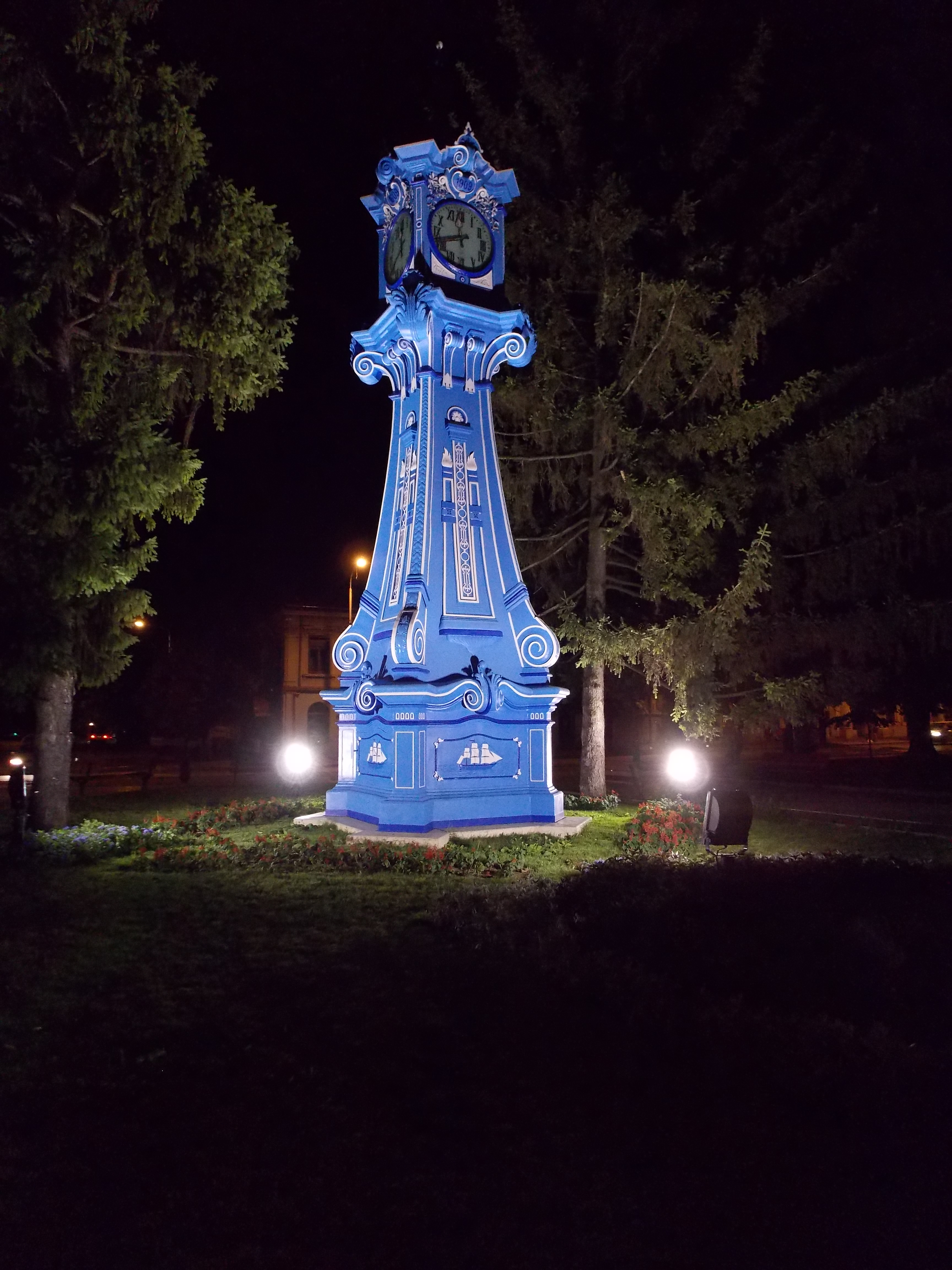
Ceasul din Piața Traian - Brăila

### Diverse
- Piața Traian și zona veche a orașului
- Piața Independenței
- Faleza Dunării
- Esplanada Dunării
- Insula Mică a Brăilei
- Centrul Civic cu fântâna arteziană în trepte
- Parcul Monument
- Grădina Publică
- Grădina zoologică
- Centrul Cultural Nicăpetre
- Stațiunea Lacu Sărat
- Brăila Mall
- Cinema City - Brăila Mall (cinema 3D / 4DX)

## Sănătate
Rețeaua sanitară din municipiul Brăila este compusă din următoarele unități:
- Centrul de transfuzii sanguine Brăila Arhivat în 28 noiembrie 2021, la Wayback Machine. - Telefon 0339401283
- Centrul Militar de Sănătate Brăila
- Direcția de sănătate publică a județului Brăila - Telefon 0239613505
- Casa Județeană de Asigurări de Sănatate Brăila Arhivat în 28 noiembrie 2021, la Wayback Machine. - Telefon 0239627700
- Serviciul de Ambulanță județul Brăila - Telefon 023969400
- Spitalul de Psihiatrie „Sf.Pantelimon” Brăila - Telefon 0239694200
- Spitalul Județean de Urgență Brăila - Birou internari / programari Telefon 0239692222, int. 2234
- Spitalul Obstetrică-ginecologie Brăila - Telefon 0239618964
- Spitalul de Pneumoftiziologie Brăila - Telefon 0239613665

| Tip Vaccin | Localitate | Adresa                                                                                                 | Capacitatea zilnică de vaccinare |
| Pfizer     | Brăila     | P/JJ VARD Str G-ral Gh. Avramescu Nr. 36, Brăila                                                       | 64                               |
| Pfizer     | Brăila     | P/JJ Sala de sport a Școlii „Nedelcu Chercea” Str. Deva Nr.11, Brăila                                  | 64                               |
| Pfizer     | Brăila     | P/JJ Sala de sport a Liceului Tehnologic „Anghel Saligny” Str General Eremia Grigorescu, Nr 32, Brăila | 192                              |
| Pfizer     | Chiscani   | P/JJ PROMENADA Mall Brăila Strada Principală Nr.4, sat Vărsătura, com. Chiscani, Jud. Brăila           | 96                               |
| Pfizer     | Făurei     | Centrul 2 SPITALUL ORĂȘENESC FĂUREI Făurei, Str. Păcii, Nr.6, Jud. Brăila                              | 48                               |

## Mass-media
Din 1998, apar în Brăila atât cotidiene locale, cât și corespondenți pentru publicațiile naționale. Încă din 1993, în Brăila apar posturile particulare de radio. În 2000 au început să apară ziare on-line.
| Televiziuni regionale | Posturi Radio | Ziare și reviste | Bloguri, site-uri și forumuri  |
| --- | --- | --- | ------------------------------ |
| - Antena 1 Brăila-Galați - studiourile au fost desființate - Realitatea TV Galați-Brăila- rebranduit în 2011 cu studio și în Brăila - Express TV Galați-Brăila - PRO TV Brăila-Galați - studiourile au fost desființate, se transmite de la Constanța - Mega TV - emite numai prin cablu în rețeaua Mega Tv - TV Brăila - Vox TV Brăila-Galați - nu se recepționează pe nici o rețea de cablu - Arena TV are un studiou de producție regional - nu se recepționează pe nici o rețea de cablu - EST TV - Digi24 Galați-Brăila | - Antena Satelor - 531 MHz - Aparține SRR - Kiss FM - 98,8 FM - Magic FM - 89,2 FM - Fostul Dolly Do și Impact, achiziționat de Rețeaua Mix și apoi revândut la SBS. - Radio Brăila Dens FM - 104,4 FM - fostul Univers FM înființat în 1993. - Europa FM - 94,4 FM - post național privat - Radio ZU - 90,6 FM (Topolog, Tulcea) - Rock FM - 104,8 FM - Radio România Actualități - 106,4 FM - Aparține SRR - Radio România Cultural - 101,6 FM - Aparține SRR - Radio România Muzical - 97,6 FM - Aparține SRR - Itsy Bitsy FM - 88,3 FM - post național privat - Europa FM - 103,4 FM - post național privat - Digi FM - 92,0 FM - post național privat - Lider FM - 92,4 FM - post ce emite din Galați, fost Radio Galați - Radio Trinitas - 96,5 FM - post național privat | - Obiectiv - Vocea Brăilei - ziar print si online - Brăileanul - dispărut în 2000 - Monitorul De Brăila - dispărut în 2010 - Adevărul de seară - ediția de Brăila - transformat în săptămânalul ADS Brăila în 2011 - Arcașu - dispărut în 2011, firma a intrat în faliment - Bursa - dispărut - Mesagerul - dispărut - Actualitatea - România Liberă - ediția de Moldova a fost închisă în 2008 - RomPRESS - 7 Seri (Brăila-Galați) - Explore (Brăila-Galați) - Revista Litera 13 - Revista ArtZONE SF | - Brăila Chirei - Brăila Veche |

## Personalități brăilene
- Nicu Alifantis (n. 1954), cântăreț de muzică folk;
- Monica Andrei (n. 1984), cântăreață;
- Petre Andrei, (1891 - 1940), savant, sociolog, filosof, profesor și om politic;
- Octavian Angheluță (1904 - 1979), pictor;
- Ana Aslan (1897 - 1988), medic român specialist în gerontologie și geriatrie, academician.
- Ștefan Bălan (1913 - 1991) , academician
- Vasile Băncilă (1897 - 1979), filosof
- Anton Bacalbașa (1865 - 1899), ziarist, prozator și traducător român
- Angela Baciu-Moise (n. 1970, poet, publicist, jurnalist, jurist, membru U.S.R., membru ASLRQ.
- George Baronzi (1828 - 1896), poet
- Nicolae Băteanu (n. 1939), deputat
- George Becali (n. 1958), om de afaceri și politician
- Alexandru Bogza (1895 - 1973), muzician și filosof;
- Lavinia Braniște (n. 1983), scriitoare;
- Daniela Buruiană-Aprodu (n. 1953), politician
- Nicolae Carandino (1905 - 1996), ziarist, cronicar plastic și dramatic, traducător și memorialist
- Beatrice Câșlaru (n. 1975), înotătoare
- Nedelcu P. Chercea (1857 - 1946), filantrop
- Alexandru Chipciu, fotbalist
- Florinel Coman, (1998), fotbalist
- Eugen Crăciun (n. 1986), fotbalist;
- Anișoara Cușmir-Stanciu (n. 1962), atletă
- Hariclea Darclée (1860 - 1939), soprană
- Dan Dediu (n. 1967), compozitor, pedagog
- Teodor Dima (n. 1939), filosof
- Titu Dinu (1887 - 1918), poet
- Octav Doicescu (1902 - 1981), arhitect, academician
- Catrinel Dumitrescu (n. 1956), actriță
- Anton Dumitriu (1905 - 1992), matematician, logician
- Constantin Dumitriu (n. 1971), politician
- Nicolae Duțu (n. 1928), redactor
- Constantin von Economo (1876 - 1931), psihiatru, neurolog care a trăit în Republica Austriacă
- Alexandru Ene I (1928 - 2011), fotbalist
- Maria Filotti (1883 - 1956), actriță și directoare de teatru.
- George Grigoriu, compozitor, cântăreț; liderul formației Trio Grigoriu, alături de frații săi Angel și Cezar
- Marcel Hârjoghe (1937 - 1994), actor
- Ștefan Hepites (1851 - 1922), fizician și meteorolog
- Nae Ionescu (1890 - 1940), filozof, logician, pedagog, jurnalist
- Eugeniu Iordăchescu , (1929 - 2019), inginer constructor
- Panait Istrati (1884 - 1935), scriitor
- Laurențiu Ivan (n. 1979), fotbalist
- Manea Mănescu (1916 - 2009), politician comunist
- Ștefan Mihăilescu-Brăila (1925 - 1996), actor
- Gheorghe Mihoc, (1906 - 1981) statistician
- Mina Minovici (1858 - 1933), medic legist
- Diana Mocanu, dublă campioană olimpică la înot - Sydney 2000
- Petru Mocanu (n. 1931- d. 2016), matematician
- Jean Moscopol (1903 - 1980), cântăreț
- Serge Moscovici, (1925 - 2014), psiholog social
- Basil Munteanu (1897 - 1972), istoric literar, critic literar și filolog, membru corespondent al Academiei Române
- Gheorghe Munteanu Murgoci (1872 - 1925), geolog, mineralog și pedolog
- Gheorghe Naum (1907 - 1968), pictor, gravor
- Fănuș Neagu (1932 - 2011), academician, director de teatru, dramaturg, povestitor, memorialist, nuvelist
- Elisabeta Neculce-Carțiș (1923 - 1998), soprană
- Liviu Negoiță (n. 1963), politician
- Nicăpetre (1936 - 2008), sculptor
- Edmond Nicolau, (1922 - 1996), inginer, unul dintre promotorii ciberneticii în România
- Bănel Nicoliță (n. 1985), fotbalist
- Șerban Orescu (n. 1925), publicist
- Vasile Parizescu, (1925 - 2019), pictor
- Perpessicius (1891 - 1971), istoric și critic literar, folclorist, eseist și poet român.
- Cozma Petrovici (1873 - 1948), episcop
- Tudor R. Popescu (1913 - 2004), academician
- Valentin Popescu (n. 1955), actor
- Radu Portocală (1888 - 1952), avocat, om politic liberal, Primar al Brăilei, deputat, senator, ministru
- Camelia Potec (n. 1982), campioană olimpică la înot - Atena, 2004
- Nicolae Rainea (1933 - 2015), arbitru de fotbal
- Irina Răchițeanu (1920 - 1993), artist emerit, deputat în Marea Adunare Națională
- Johnny Răducanu (1931 - 2011), muzician de jazz
- Laurențiu Rădvan (n. 1975), istoric
- Vasilică Sarcă (n. 1958), general
- Iuliu Cezar Săvescu, (1876 - 1903), poet
- Mihail Sebastian (1907 - 1945), romancier și dramaturg.
- Theodor Șerbănescu (1839) - 1901), poet (născut în Tecuci)
- Aurora Simionescu (n. 1983), astrofiziciană
- Anastase Simu (1854 - 1935), academician, colecționar de artă
- Gheorghe Stavrescu (1888 - 1951), general român
- Sorin Stănescu (1924 - 2016), medic și scriitor
- Ștefania Stere (1929 - 2011), interpretă de muzică populară
- George Șipoș (n. 1975), scriitor, traducător, jurnalist (născut în Tulgheș, județul Harghita)
- Petre Ștefănescu Goangă (1902 - 1973, bariton
- Theodor M. Stoenescu (1860 - 1919), scriitor și jurnalist
- Virgiliu Stoenescu (n. 1947), economist și poet
- Tudorel Stoica (n. 1954), fotbalist
- Christodul J. Suliotis (1854 - 1908), publicist, jurist
- Vasilica Tastaman (1933 - 2003), actriță
- Alin Teodorescu (n.1951), politician
- Costică Toma (1928 - 2008), fotbalist
- Carmen Topciu, (n. 1981), mezzosoprană
- Teo Trandafir, (n. 1968), născută în Pitești
- Dolfi Trost, (1916 - 1966), teoretician, grafician și poet suprarealist
- Mihai Tudose (n. 1967), politician
- Rubin Udler (n. 1925- d. 2012), filolog
- Mihai Vâlsan (1907-1974), filolog, specialist în studii islamice
- Cristian Vasile (1908 - 1974), cântăreț de muzică ușoară
- Max Hermann Maxy (1895-1971), pictor evreu
- Horia Văsioiu (n. 1955), politician
- Arthur Verona (1867 - 1946), pictor
- Ionel Voineag (n. 1950), artist liric, prof. univ. dr.
- Ilarie Voronca (1903 - 1946), poet
- Iannis Xenakis, (1922 - 2001), compozitor

## Galerie de imagini

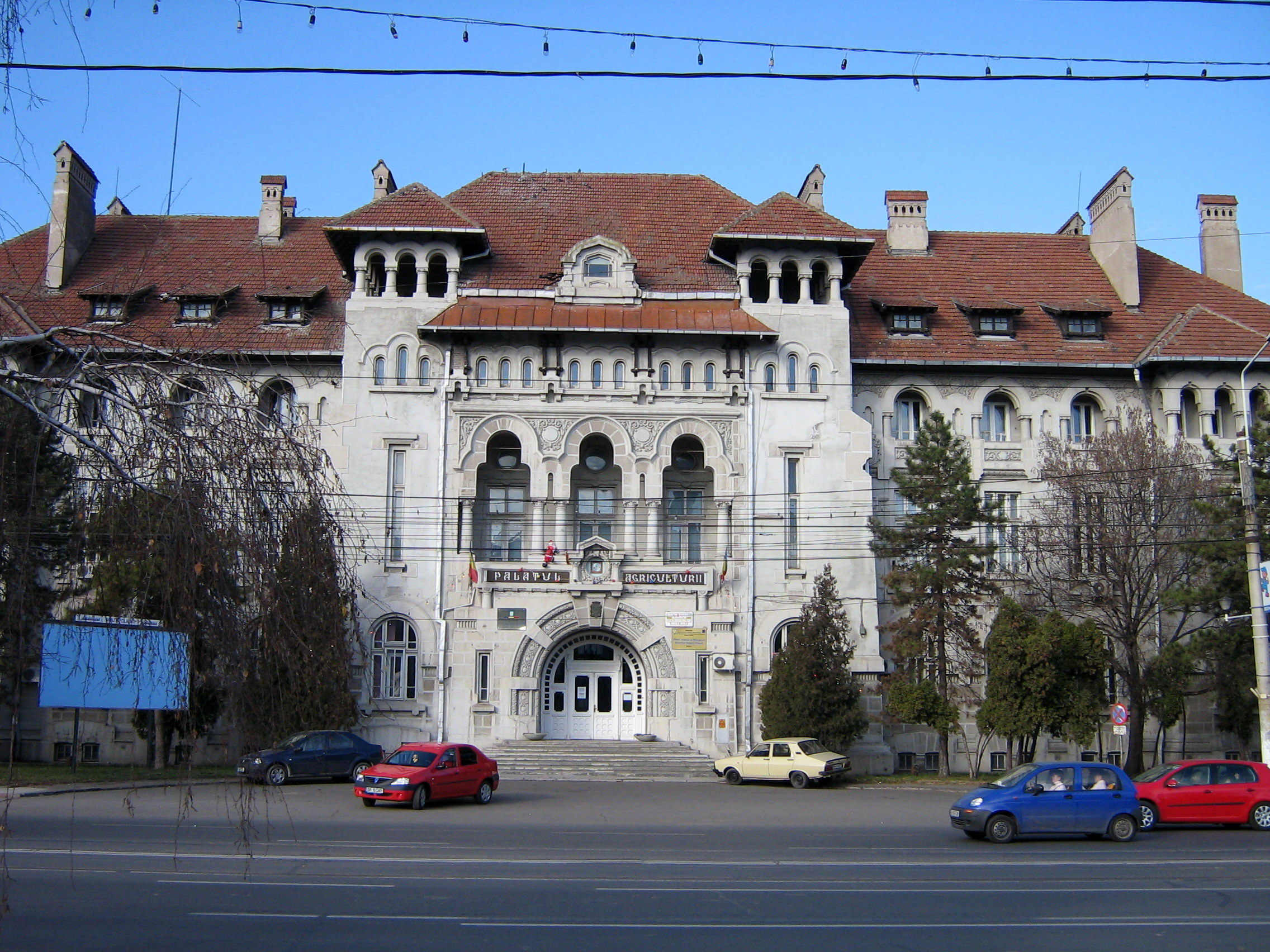
Palatul Agriculturii din Brăila
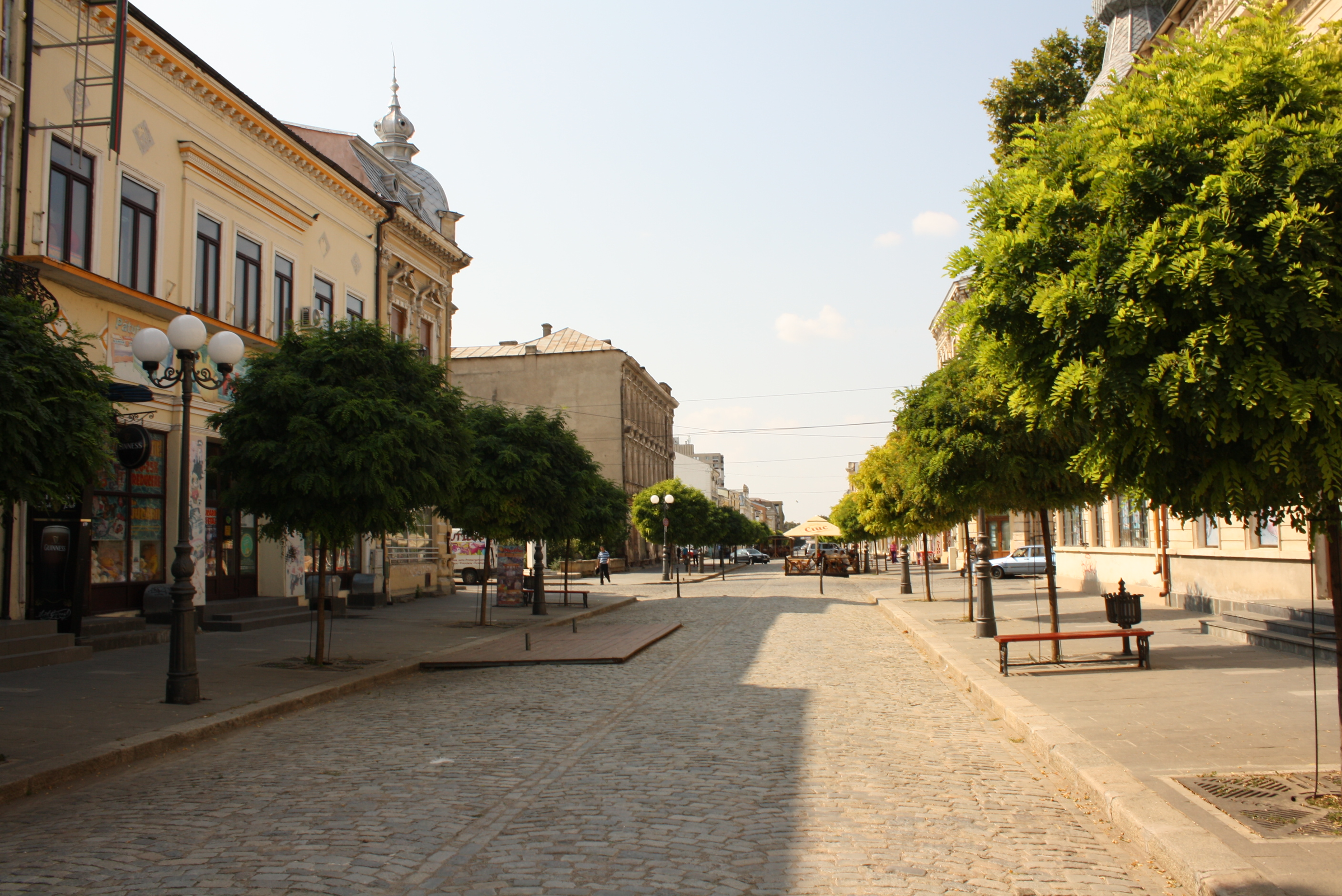
Centrul istoric al municipiului Brăila
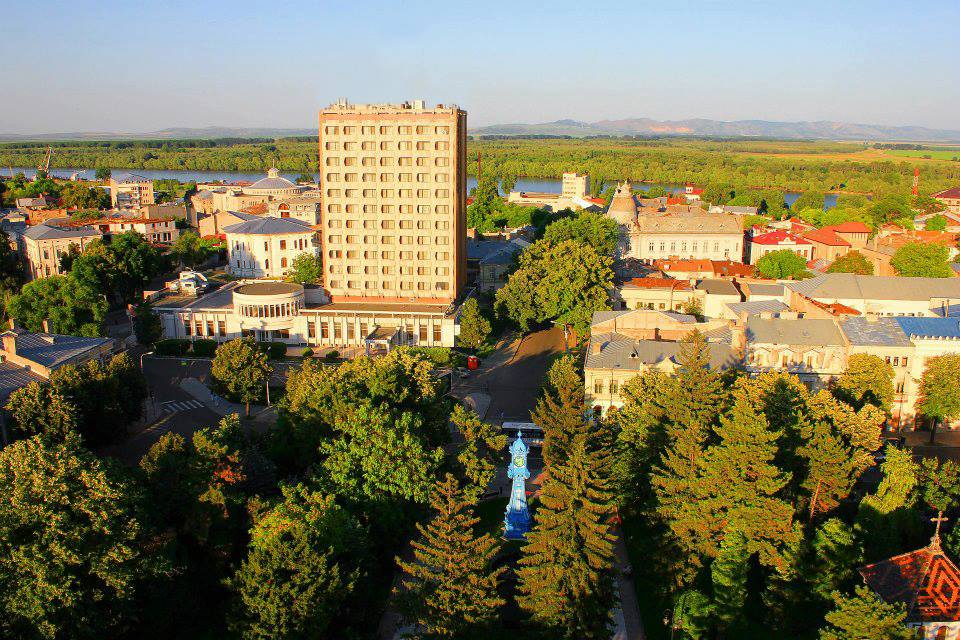
Centrul orașului Brăila
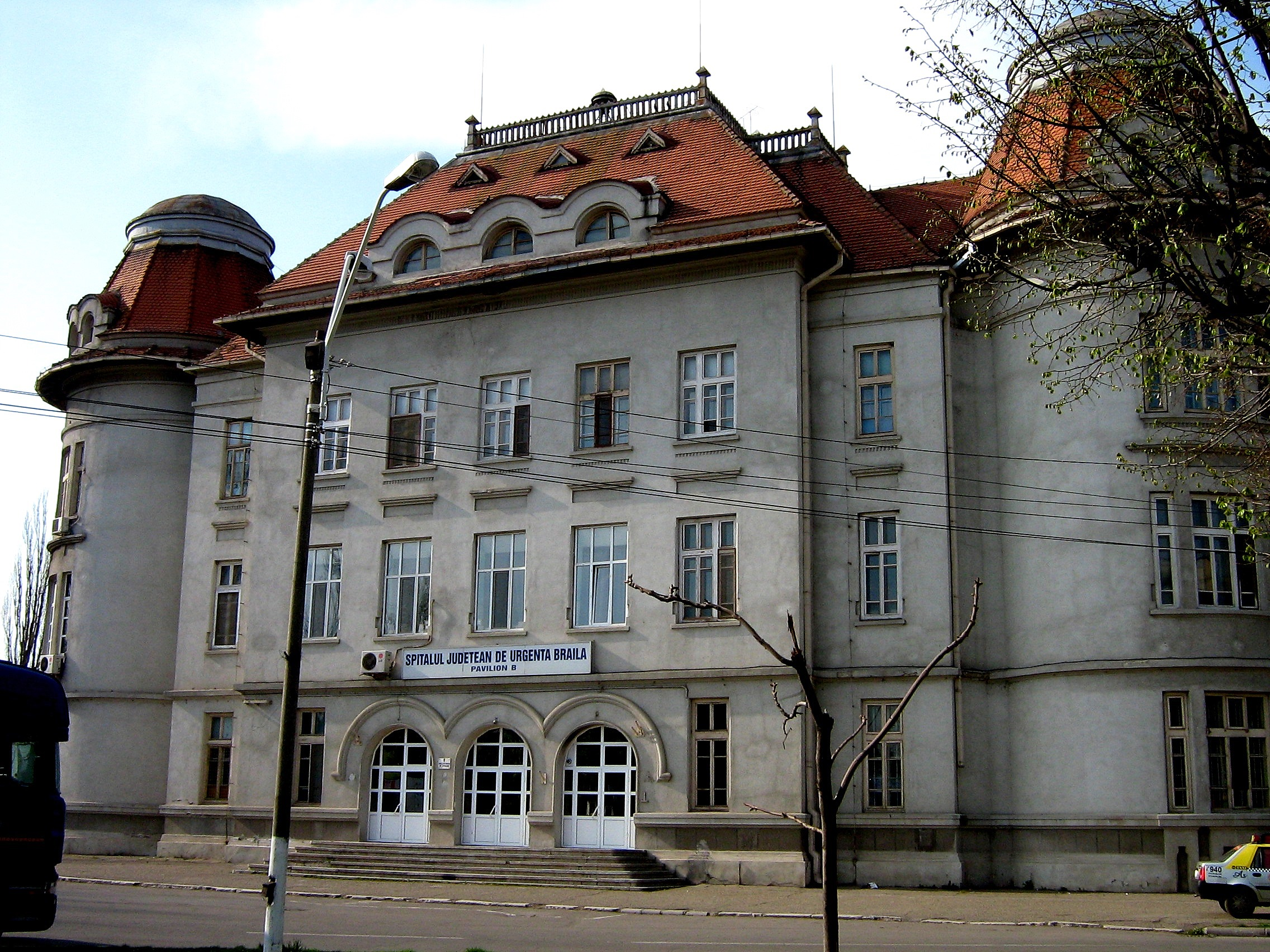
Spitalul Județean de Urgență corp B
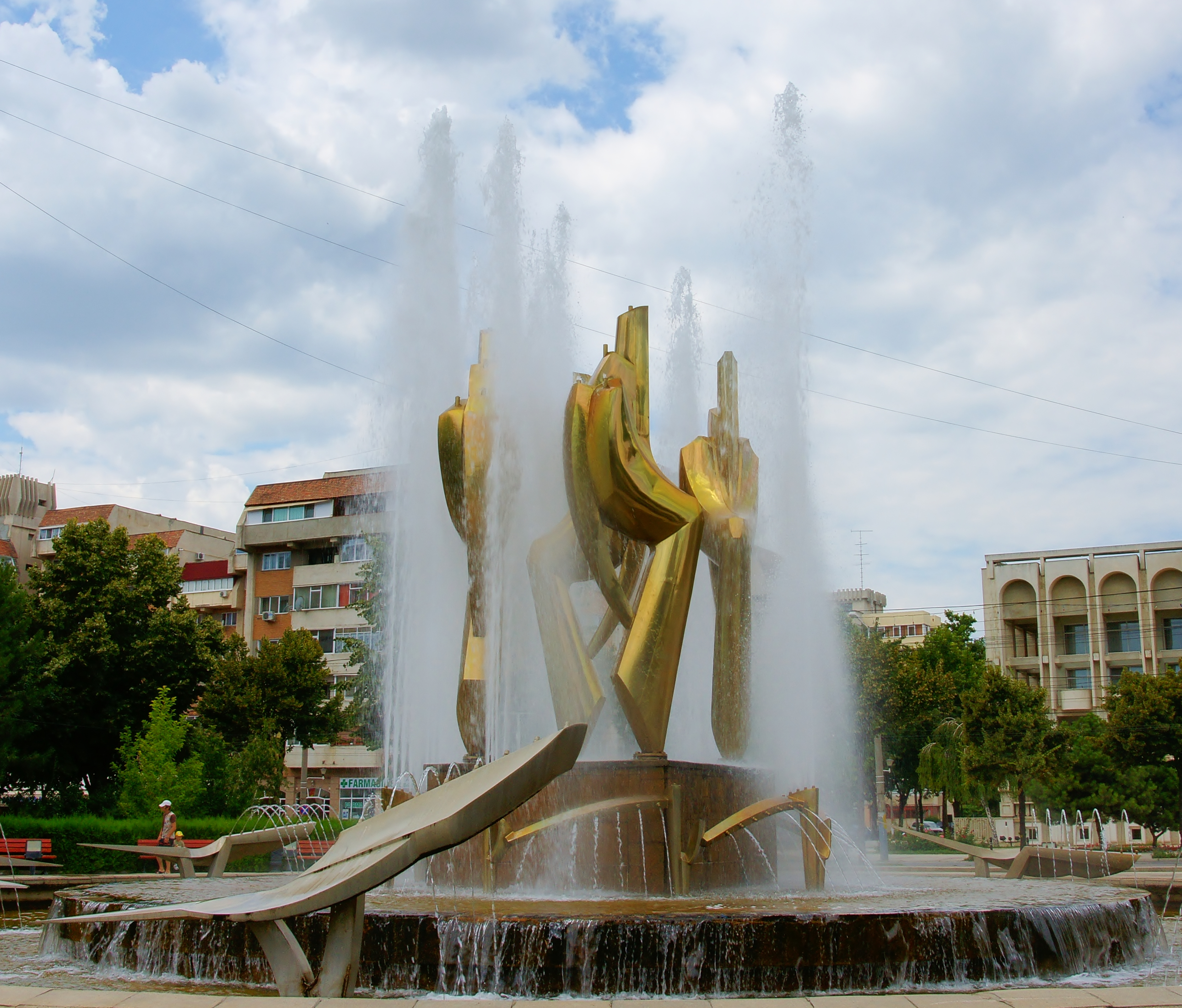
Fântâna arteziană din Brăila
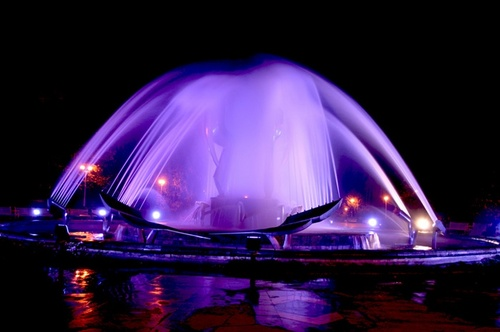
Fântâna cinetică pe timp de noapte
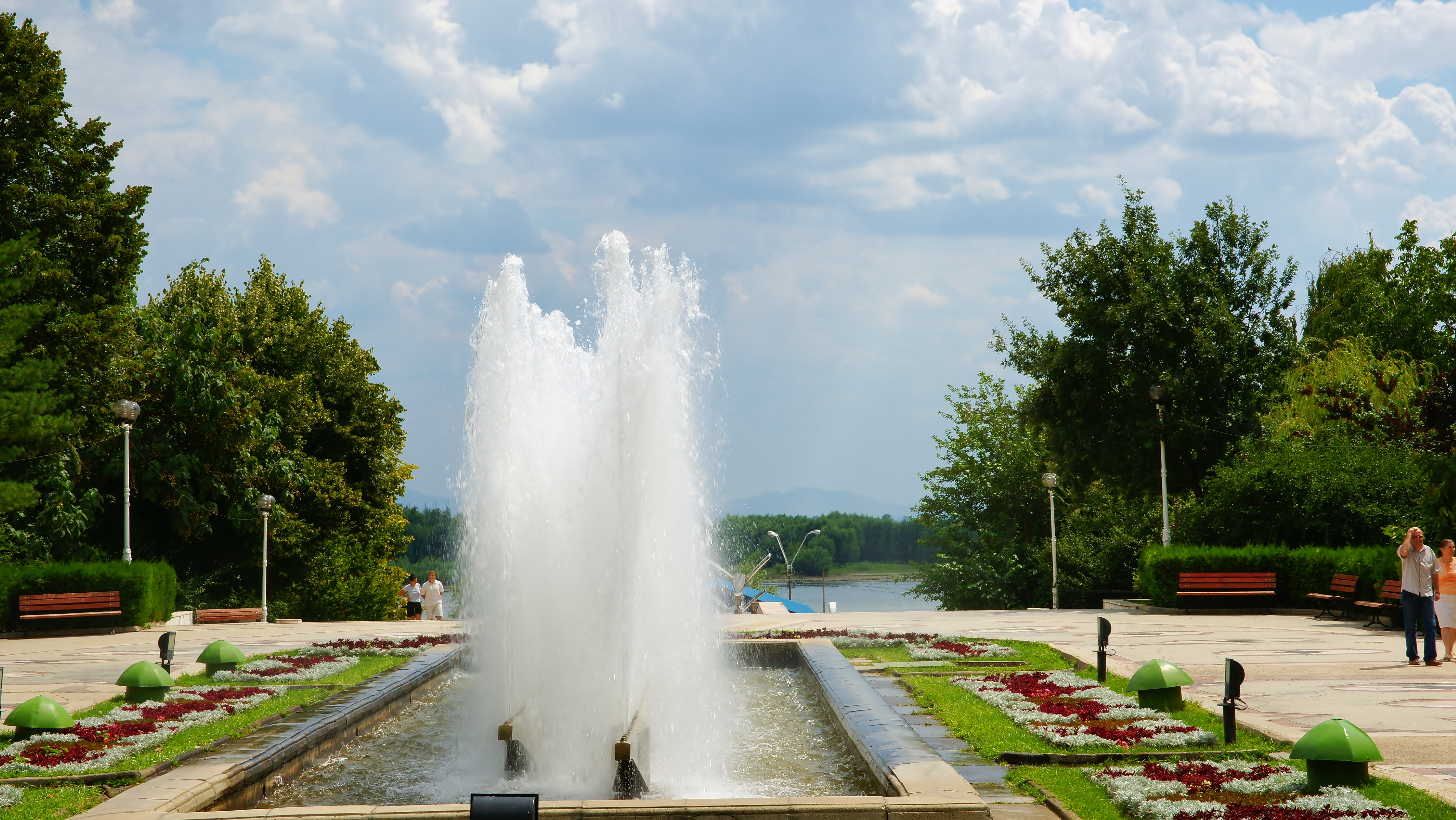
Faleza Dunării din Brăila
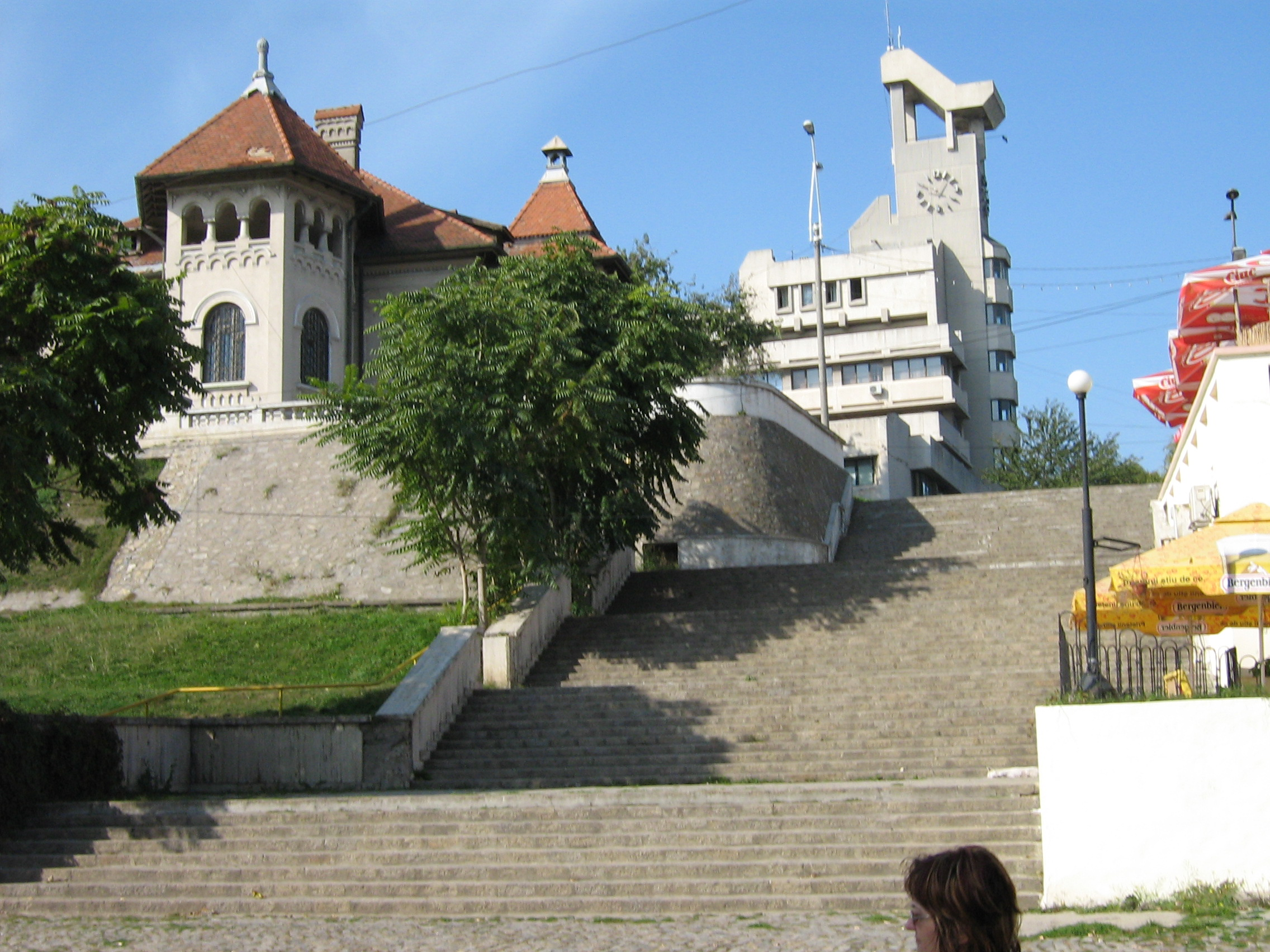
Faleza Dunării (în fața ștrandului) din Brăila
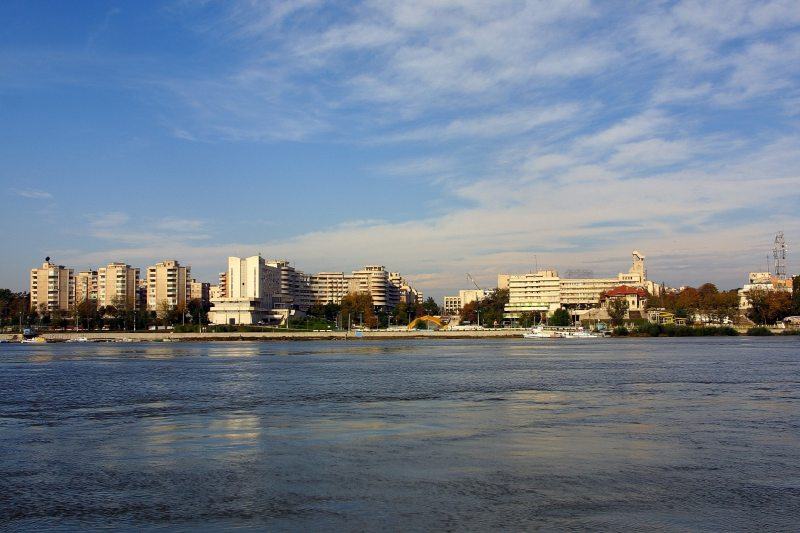
Vedere oraș Brăila de pe Dunăre
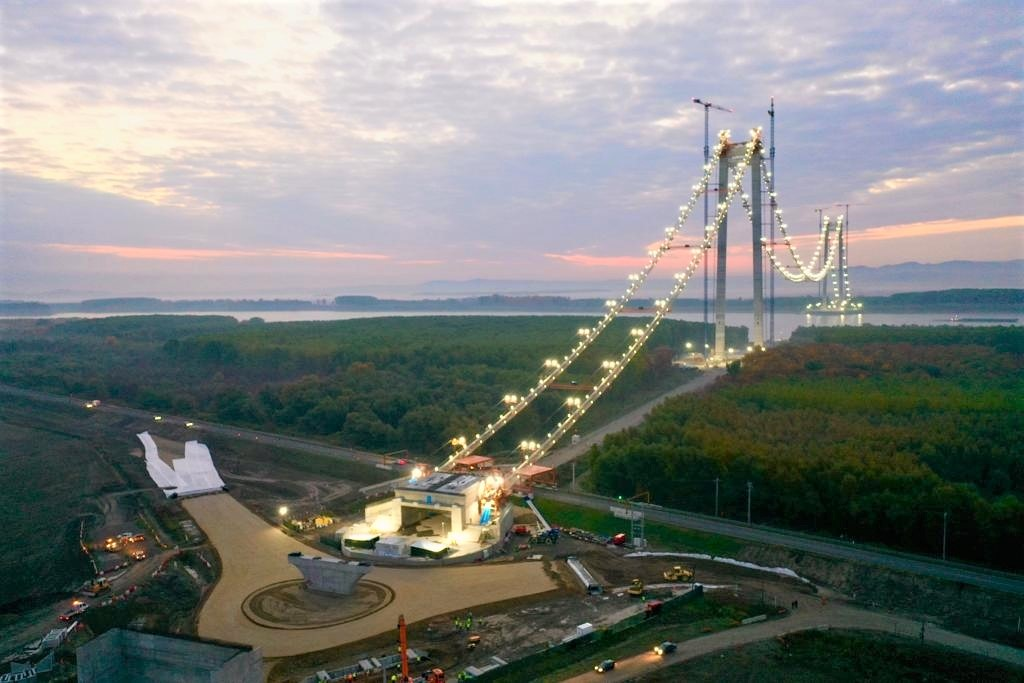
Pod suspendat Brăila - Octombrie 2021